# Reino de Pagã

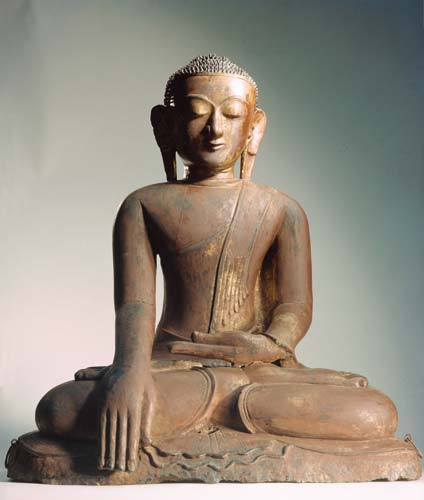
Uma estátua de Buda do período do Reino de Pagã, Galeria Nacional para Arte Estrangeira.

Reino de Pagã (birmanês:  ပုဂံခေတ်, literalmente: "Período de Pagã"; também comumente conhecido como Dinastia de Pagã e Império de Pagã) foi o primeiro reino a unificar as regiões que mais tarde constituiriam a atual Birmânia (Myanmar). O domínio de 250 anos de Pagã sobre o vale do rio Irauádi e sua periferia lançou as bases para a ascensão da língua e cultura birmanesa, a disseminação da etnia birmanesa na Alta Birmânia e o crescimento do budismo teravada na Birmânia e no sudeste asiático continental.
O reino cresceu a partir de um pequeno assentamento do século IX em Pagã pelos mranma (birmaneses), que recentemente entraram no vale do Irauádi vindos do Reino de Nanzhao. Ao longo dos duzentos anos seguintes, o pequeno principado cresceu gradualmente para absorver suas regiões circunvizinhas até as décadas de 1050 e 1060, quando o rei Anawrahta fundou o Império de Pagã, pela primeira vez unificando sob uma política o vale de Irauádi e sua periferia. No final do século XII, os sucessores de Anawrahta haviam estendido sua influência mais ao sul na Península da Malásia superior, a leste até o rio Salween, mais ao norte, abaixo da atual fronteira com a China, e a oeste, no norte de Arracão e os montes Chin. Nos séculos XII e XIII, Pagã, ao lado do Império Quemer, foi um dos dois principais impérios no sudeste da Ásia continental.
A língua e a cultura birmanesa gradualmente se tornaram dominantes no vale do alto Irauádi, eclipsando as normas pyu, mom e páli no final do século XII. O budismo teravada começou lentamente a se espalhar para o nível de aldeia, embora as práticas tântricas, maaiana, brâmanes e animistas permanecessem fortemente enraizadas em todos os estratos sociais. Os governantes de Pagã construíram mais de 10 000 templos budistas na zona da capital, dos quais mais de 2 000 ainda existem. Os ricos doaram terras isentas de impostos às autoridades religiosas.
O reino entrou em declínio em meados do século XIII, quando o crescimento contínuo da riqueza religiosa livre de impostos na década de 1280 afetou severamente a capacidade da coroa de reter a lealdade dos cortesãos e militares. Isso deu início a um círculo vicioso de desordens internas e desafios externos pelos arracaneses, mons, mongóis e xãs. As repetidas invasões mongóis (1277-1301) derrubaram o reino de quatro séculos em 1287. O colapso foi seguido por 250 anos de fragmentação política que durou até o século XVI.

## História

### Origem
As origens do Reino de Pagã foram reconstruídas usando evidências arqueológicas, bem como a tradição da crônica birmanesa. Existem diferenças consideráveis entre as visões da erudição moderna e várias narrativas das crônicas.

#### Tradição da crônica
As crônicas birmanesas não concordam sobre as origens do Reino de Pagã. As crônicas até o século XVIII traçam suas origens no ano de 167, quando Pyusawhti, um descendente de um espírito solar e uma princesa dragão, fundou a dinastia em Pagã. Mas a Crônica do Palácio de Vidro do século XIX (Hmannan Yazawin) conecta as origens da dinastia ao clã do Buda e ao primeiro rei budista Maha Sammata (မဟာ သမ္မတ).
A Crônica do Palácio de Vidro traça as origens do Reino de Pagã até a Índia durante o século IX a.C., mais de três séculos antes do nascimento do Buda. O príncipe Abiraja (အဘိရာဇာ) do Reino de Côssala (ကောသလ), do clã Xáquia (သကျ သာကီဝင် မင်းမျိုး) – o clã de Buda - deixou sua terra natal com seguidores em 850 a.C. após a derrota militar pelo reino vizinho de Panchala (ပဉ္စာလရာဇ်). Eles se estabeleceram em Tagaung, no atual norte da Birmânia, e fundaram um reino. A Crônica não afirma que ele tenha chegado a uma terra desabitada, apenas que foi o primeiro rei.
Abiraja teve dois filhos. O filho mais velho, Kanyaza Gyi (ကံရာဇာကြီး), aventurou-se para o sul e, em 825 a.C., fundou seu próprio reino onde hoje é Arracão. O filho mais novo, Kanyaza Nge (ကံရာဇာငယ်), sucedeu ao pai e foi seguido por uma dinastia de 31 reis e, em seguida, outra dinastia de 17 reis. Cerca de três séculos e meio depois, em 483 a.C. descendentes de Tagaung fundaram outro reino muito mais adiante no rio Irauádi, em Seri Quesetra, perto da moderna Piai (Prome). O Reino de Seri Quesetra durou quase seis séculos e foi sucedido pelo Reino de Pagã. A Crônica do Palácio de Vidro continua relatando que por volta de 107 d.C., Thamoddarit (သမုဒ္ဒရာဇ်), sobrinho do último rei de Seri Quesetra, fundou a cidade de Pagã (formalmente, Arimaddana-pura (အရိမဒ္ဒနာပူရ), literalmente, "a cidade que pisoteia os inimigos"). O local foi supostamente visitado pelo próprio Buda durante sua vida, e foi onde ele declarou que um grande reino surgiria neste local 651 anos após sua morte. Thamoddarit foi sucedido por um guarda-real e, em seguida, por Pyusawhti em 167.
As narrativas da crônica então se fundem e concordam que uma dinastia de reis sucedeu Pyusawhti. O rei Pyinbya (ပျဉ်ပြား) fortificou a cidade em 849.

#### Reconstrução acadêmica

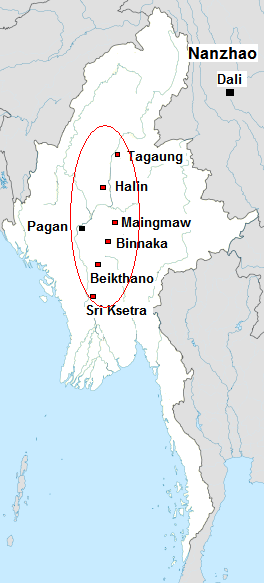
As Cidades-Estados Pyu por volta do século VIII

Os estudos modernos afirmam que a dinastia de Pagã foi fundada pelos mranma (birmaneses) do Reino de Nanzhao em meados do século IX; e que as partes iniciais da crônica são as histórias e lendas do povo Pyu, os primeiros habitantes da Birmânia dos quais existem registros; e que os reis de Pagã haviam adotado as histórias e lendas Pyu como suas. Na verdade, estudiosos europeus do período colonial britânico foram ainda mais céticos, descartando completamente a tradição crônica da história birmanesa como "cópias de lendas indianas tiradas de originais em sânscrito ou pali", e a história de Abiraja como uma tentativa vã de cronistas birmaneses para ligar seus reis a Buda. Eles duvidaram da antiguidade da tradição da crônica e descartaram a possibilidade de que qualquer tipo de civilização na Birmânia pudesse ser muito mais antiga do que 500 d.C.
Apesar do mito Abiraja, pesquisas mais recentes indicam que muitos dos lugares mencionados nos registros reais foram de fato habitados continuamente por pelo menos 3 500 anos. As primeiras evidências de civilização datam até agora de 11 000 a.C.. Evidências arqueológicas mostram que já no século II a.C., os pyu construíram sistemas de gerenciamento de água ao longo de riachos secundários nas partes central e norte da bacia do rio Irauádi e fundaram um dos primeiros centros urbanos do sudeste asiático. Nos primeiros séculos d.C., surgiram várias cidades e vilas muradas, incluindo Tagaung, o local de nascimento do primeiro reino birmanês de acordo com as crônicas. As evidências arquitetônicas e artísticas indicam o contato do reino Pyu com a cultura indiana no século IV As cidades-estado ostentavam reis e palácios, fossos e enormes portões de madeira, e sempre 12 portões para cada um dos signos do zodíaco, um dos muitos padrões duradouros que continuariam até a ocupação britânica. Seri Quesetra emergiu como a principal cidade-estado de Pyu no século VII. Embora o tamanho das cidades-estado e a escala da organização política tenham crescido durante o século VII ao IX, nenhum reino de tamanho considerável havia surgido até o século IX.
De acordo com uma reconstrução de G.H. Luce, o reino milenar de Pyu declinou sob os repetidos ataques do Reino de Nanzhao de Iunã entre os anos 750 e 830. Como a de Pyu, acredita-se que a casa original dos birmaneses antes de Iunã seja as províncias atuais de Chingai e Gansu. Depois que os ataques do Nanzhao enfraqueceram enormemente as Cidades-Estados Pyu, um grande número de guerreiros birmaneses e suas famílias entraram no reino de Pyu pela primeira vez nas décadas de 830 e 840 e se estabeleceram na confluência dos rios Irauádi e Chindwin, talvez para ajudar o Nanzhao pacificar as terras circundantes. De fato, o sistema de nomenclatura dos primeiros reis de Pagã - Pyusawhti e seus descendentes por seis gerações - era idêntico ao dos reis de Nanzhao, onde o sobrenome do pai se tornou o primeiro nome do filho. As crônicas datam esses primeiros reis entre os séculos II e V, e os estudiosos entre os séculos VIII e X. (Uma visão minoritária liderada por Htin Aung afirma que a chegada dos birmaneses pode ter ocorrido alguns séculos antes, talvez no início do século VII. O assentamento humano mais antigo em Pagã é por radiocarbono datado de c. 650 d.C. Mas as evidências são inconclusivas para provar que era especificamente um assentamento birmanês (e não apenas outro Pyu).)
Thant Myint-U resume que "o Império Nanzhao tinha-se desfeito nas margens do Irauádi, e iria encontrar uma nova vida, fundida com uma cultura existente e antiga, para produzir um dos mais impressionantes pequenos reinos do mundo medieval. Desta fusão resultaria o povo birmanês, e os fundamentos da cultura moderna birmanesa."

### Pagã primitivo

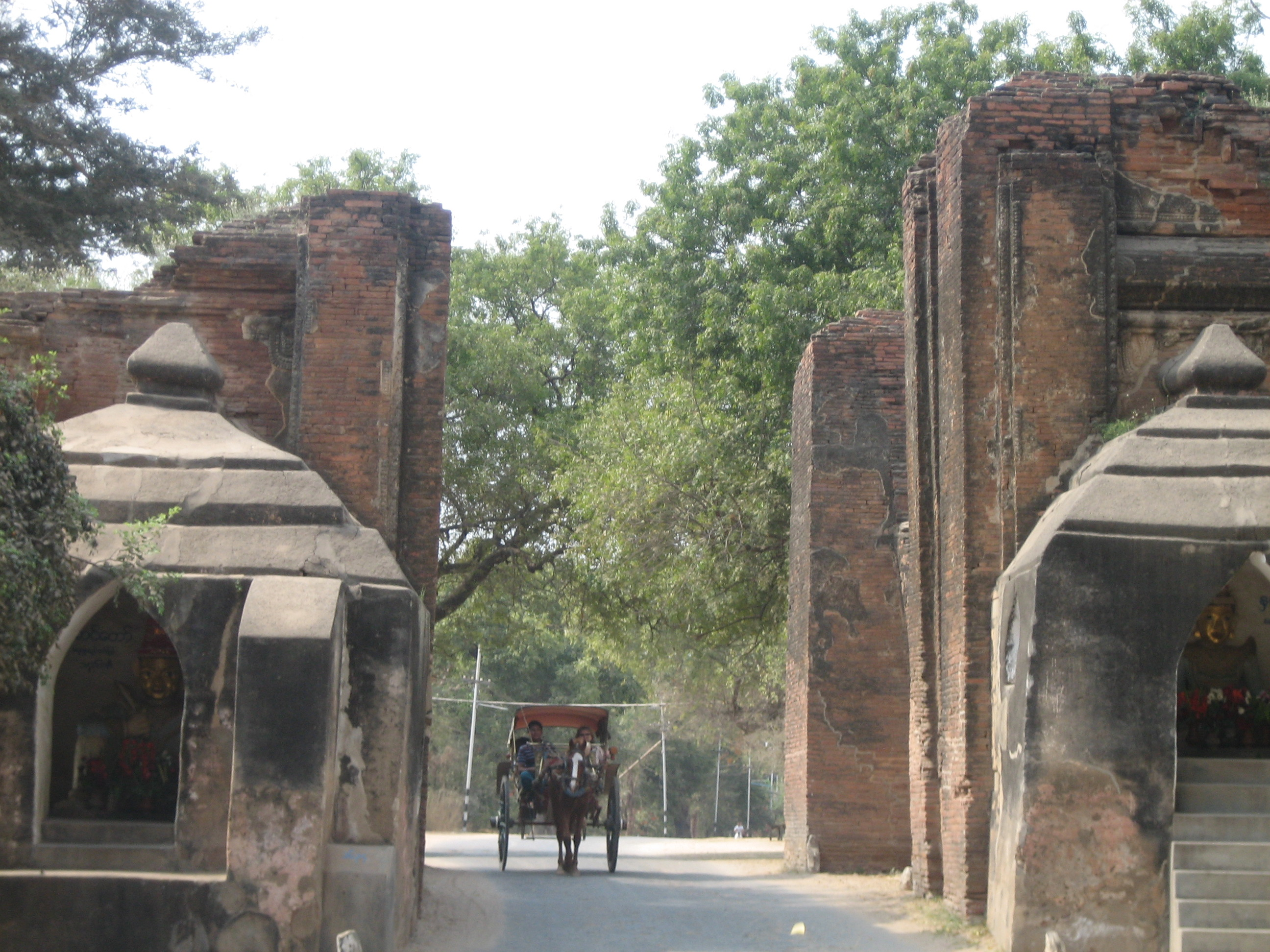
O Portão de Taraba em Pagã, a única seção remanescente das antigas muralhas. As paredes principais são datadas de c. 1020 e as primeiras peças das paredes c. 980

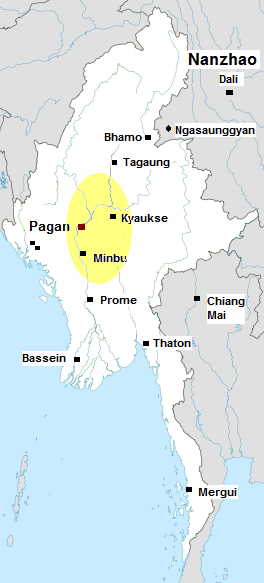
Principado de Pagã na ascensão de Anawrahta em 1044

A evidência mostra que o ritmo real da migração birmanesa para o reino Pyu foi gradual. De fato, nenhuma indicação firme foi encontrada em Seri Quesetra ou em qualquer outro local de Pyu para sugerir uma derrubada violenta. A datação por radiocarbono mostra que a atividade humana existiu até c. 870 em Halin, a cidade de Pyu supostamente destruída por um ataque Nanzhao em 832. A região de Pagã recebeu ondas de assentamentos birmaneses em meados do século IX, e talvez também no século X. Embora Hmannan afirme que Pagã foi fortificada em 849 - ou mais precisamente, em 876 após as datas Hmannan serem ajustadas para a data verificada de subida ao trono pelo rei Anawrahta em 1044 - a data relatada na crônica é provavelmente a data da fundação, não da fortificação. A datação por radiocarbono das muralhas de Pagã aponta para c. 980 no mínimo. (Se uma fortificação anterior existiu, deve ter sido construída usando materiais menos duráveis, como barro). Da mesma forma, as evidências das inscrições dos primeiros reis de Pagã apontam para 956. A menção mais antiga de Pagã em fontes externas ocorre nos registros chineses Songue, que relatam que enviados de Pagã visitaram a capital Songue, Bianjing, em 1004. As inscrições Champa e mom mencionaram Pagã pela primeira vez em 1050 e 1093, respectivamente.
Abaixo está uma lista parcial dos primeiros reis de Pagã conforme relatado por Hmannan, mostrada em comparação com as datas Hmannan ajustadas para 1044 e a lista de Zatadawbon Yazawin (a Crônica do Horóscopo Real). Antes de Anawrahta, a evidência de inscrição existe até agora apenas para Nyaung-u Sawrahan e Kunhsaw Kyaunghpyu. A lista começa com Pyinbya, o fortificador de Pagã de acordo com Hmannan.
| Monarca            | Reinado por Hmannan Yazawin / (ajustado) | por Zatadawbon Yazawin | Parentesco                  |
| ------------------ | ---------------------------------------- | ---------------------- | --------------------------- |
| Pyinbya            | 846–878 / 874–906                        | 846–876                |                             |
| Tannet             | 878–906 / 906–934                        | 876–904                | Filho                       |
| Sale Ngahkwe       | 906–915 / 934–943                        | 904–934                | Usurpador                   |
| Theinhko           | 915–931 / 943–959                        | 934–956                | Filho                       |
| Nyaung-u Sawrahan  | 931–964 / 959–992                        | 956–1001               | Usurpador                   |
| Kunhsaw Kyaunghpyu | 964–986 / 992–1014                       | 1001–1021              | Filho de Tannet             |
| Kyiso              | 986–992 / 1014–1020                      | 1021–1038              | Filho de Nyaung-u Sawrahan  |
| Sokkate            | 992–1017 / 1020–1044                     | 1038–1044              | Irmão                       |
| Anawrahta          | 1017–1059 / 1044–1086                    | 1044–1077              | Filho de Kunhsaw Kyaunghpyu |

Em meados do século X, os birmaneses em Pagã haviam expandido o cultivo baseado em irrigação enquanto tomavam emprestado extensivamente da cultura predominantemente budista dos pyus. A iconografia, arquitetura e escrita iniciais de Pagã sugerem pouca diferença entre as primeiras formas culturais birmanesas e pyu. Além disso, nenhuma distinção étnica nítida entre birmaneses e pyus linguisticamente ligados parece ter existido. A cidade foi uma das várias cidades-estados concorrentes até o final do século X, quando cresceu em autoridade e grandeza. Com a ascensão de Anawrahta em 1044, Pagã havia se tornado um pequeno principado - cerca de 320 km de norte a sul e cerca de 130 km de leste a oeste, compreendendo aproximadamente os distritos atuais de Mandalai, Meiktila, Myingyan, Kyaukse, Yamethin, Magwe, Sagaingue e as porções ribeirinhas de Minbu e Pakokku. Ao norte ficava o Reino de Nanzhao, e ao leste ainda em grande parte desabitadas as montanhas Shan, ao sul e oeste os pyus, e mais ao sul ainda, os mons. O tamanho do principado é cerca de 6% do tamanho da atual Birmânia/Myanmar.

### Império de Pagã

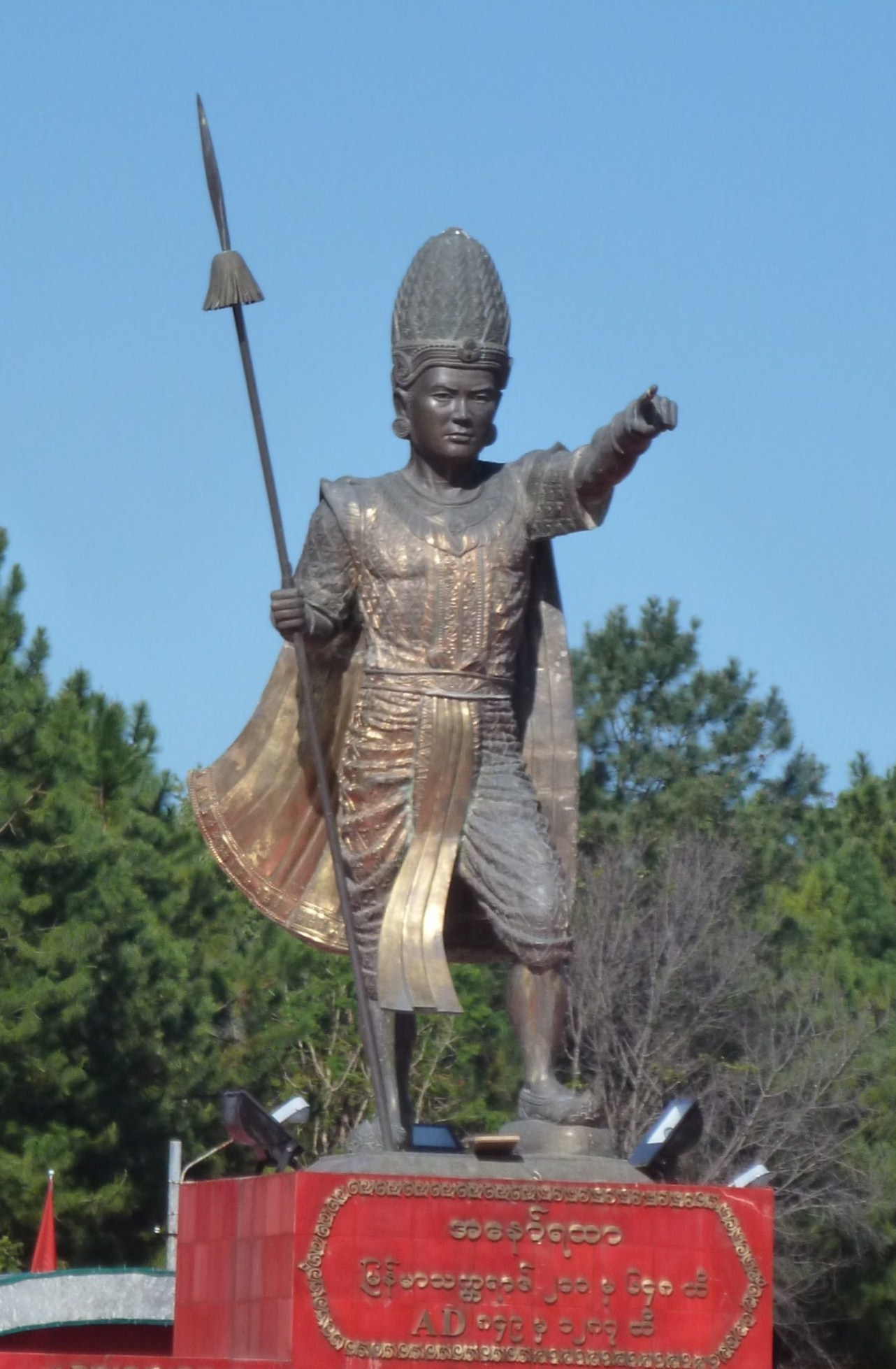
Estátua do Rei Anawrahta em frente da Academia de Serviços de Defesa

Em dezembro de 1044, um príncipe de Pagã chamado Anawrahta assumiu o poder. Ao longo das três décadas seguintes, ele transformou este pequeno principado no Primeiro Império Birmanês - o "regime governamental" que formou a base da atual Birmânia/Mianmar. A história verificável da Birmânia começa com sua ascensão.

#### Formação

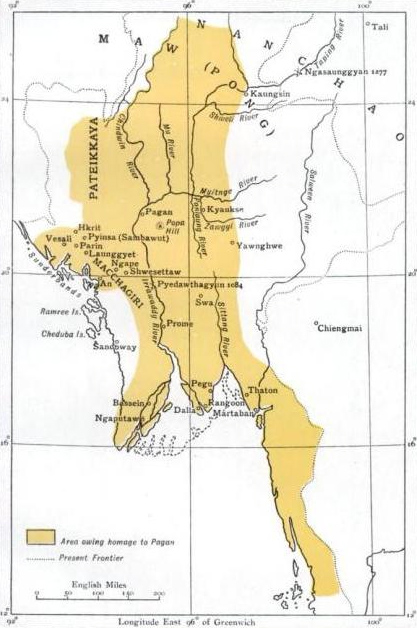
Império de Pagã sob o governo de Anawrahta; controle mínimo, se houver, sobre Arracão; a suserania de Pagã sobre Arracão foi confirmada quatro décadas após sua morte

Anawrahta provou ser um rei enérgico. Seus atos como rei foram para fortalecer a base econômica de seu reino. Na primeira década de seu reinado, ele investiu muito esforço para transformar as áridas terras da Birmânia central em um celeiro de arroz, construindo/ampliando com sucesso açudes e canais, principalmente ao redor do distrito de Kyaukse, a leste de Pagã. As novas regiões irrigadas atraíram pessoas, dando-lhe uma base de mão de obra aumentada. Ele classificou cada cidade e vila de acordo com a taxa que poderia arrecadar. A região, conhecida como Ledwin (လယ်တွင်း, literalmente "país do arroz"), tornou-se o celeiro, a chave econômica do país do norte. A história mostra que aquele que ganhou o controle de Kyaukse tornou-se o fazedor de reis na Alta Birmânia.
Em meados da década de 1050, as reformas de Anawrahta transformaram Pagã em uma potência regional e ele pretendia se expandir. Nos dez anos seguintes, ele fundou o Império de Pagã, centrado no vale do rio Irauádi e rodeado por estados tributários. Anawrahta começou suas campanhas nas montanhas Shan, mais próximas, e estendeu as conquistas à Baixa Birmânia até a costa de Tenassarim até Phuket e norte de Arracão. As estimativas da extensão de seu império variam muito. As crônicas birmanesas e siamesas relatam um império que cobria a atual Birmânia e o norte da Tailândia. As crônicas siamesas afirmam que Anawrahta conquistou todo o vale do Menam e recebeu tributo do rei do Camboja. Uma crônica siamesa afirma que os exércitos de Anawrahta invadiram o reino do Camboja e saquearam a cidade de Angkor, e outra chega a dizer que Anawrahta até mesmo visitou Java para receber seu tributo.
Evidências arqueológicas, entretanto, confirmam apenas um império menor no vale do rio Irauádi e periferia mais próxima. As tabuinhas votivas de terracota da vitória de Anawrahta com seu nome em sânscrito foram encontradas ao longo da costa de Tenassarim no sul, Katha no norte, Thazi no leste e Minbu no oeste. No nordeste, uma série de 43 fortes que Anawrahta estabeleceu ao longo dos contrafortes orientais, dos quais 33 ainda existem como aldeias, revelam a extensão efetiva de sua autoridade. Além disso, a maioria dos estudiosos atribui o controle de Pagã sobre as regiões periféricas (Arracão, montanhas Shan) a reis posteriores - Arracão a Alaungsithu, e o vale do rio Salween, nas montanhas Shan, a Narapatisithu. (Mesmo os reis dos últimos dias podem não ter tido mais do que controle nominal sobre as regiões periféricas mais distantes. Por exemplo, alguns estudiosos como Victor Lieberman argumentam que Pagã não tinha nenhuma "autoridade efetiva" sobre Arracão.)
De qualquer forma, todos os estudiosos aceitam que, durante o século XI, Pagã consolidou seu domínio da Alta Birmânia e estabeleceu sua autoridade sobre a Baixa Birmânia. O surgimento do Império de Pagã teria um impacto duradouro na história da Birmânia, bem como na história do sudeste da Ásia continental. A conquista da Baixa Birmânia freou a invasão do Império Quemer na costa de Tenassarim, garantiu o controle dos portos peninsulares, que eram pontos de trânsito entre o Oceano Índico e a China, e facilitou o crescente intercâmbio cultural com o mundo externo: os mons da Baixa Birmânia, Índia e Ceilão. Igualmente importante foi a conversão de Anawrahta ao Budismo Teravada de seu Budismo Ari nativo. O rei birmanês providenciou para a escola budista, que estava em retiro em outras partes do sul e sudeste da Ásia, um alívio muito necessário e um abrigo seguro. Na década de 1070, Pagã emergiu como a principal fortaleza Teravada. Em 1071, ajudou a restaurar o Budismo Teravada no Ceilão, cujo clero budista foi exterminado pelos cholas. Outro desenvolvimento importante de acordo com a erudição tradicional foi o surgimento da escrita birmanesa, que se acredita ter derivado da escrita mon em 1058, um ano após a conquista de Thaton. No entanto, pesquisas recentes, embora ainda não consolidadas, sugerem que a escrita birmanesa pode ter sido derivada no século X da escrita pyu.

#### Síntese cultural e crescimento econômico

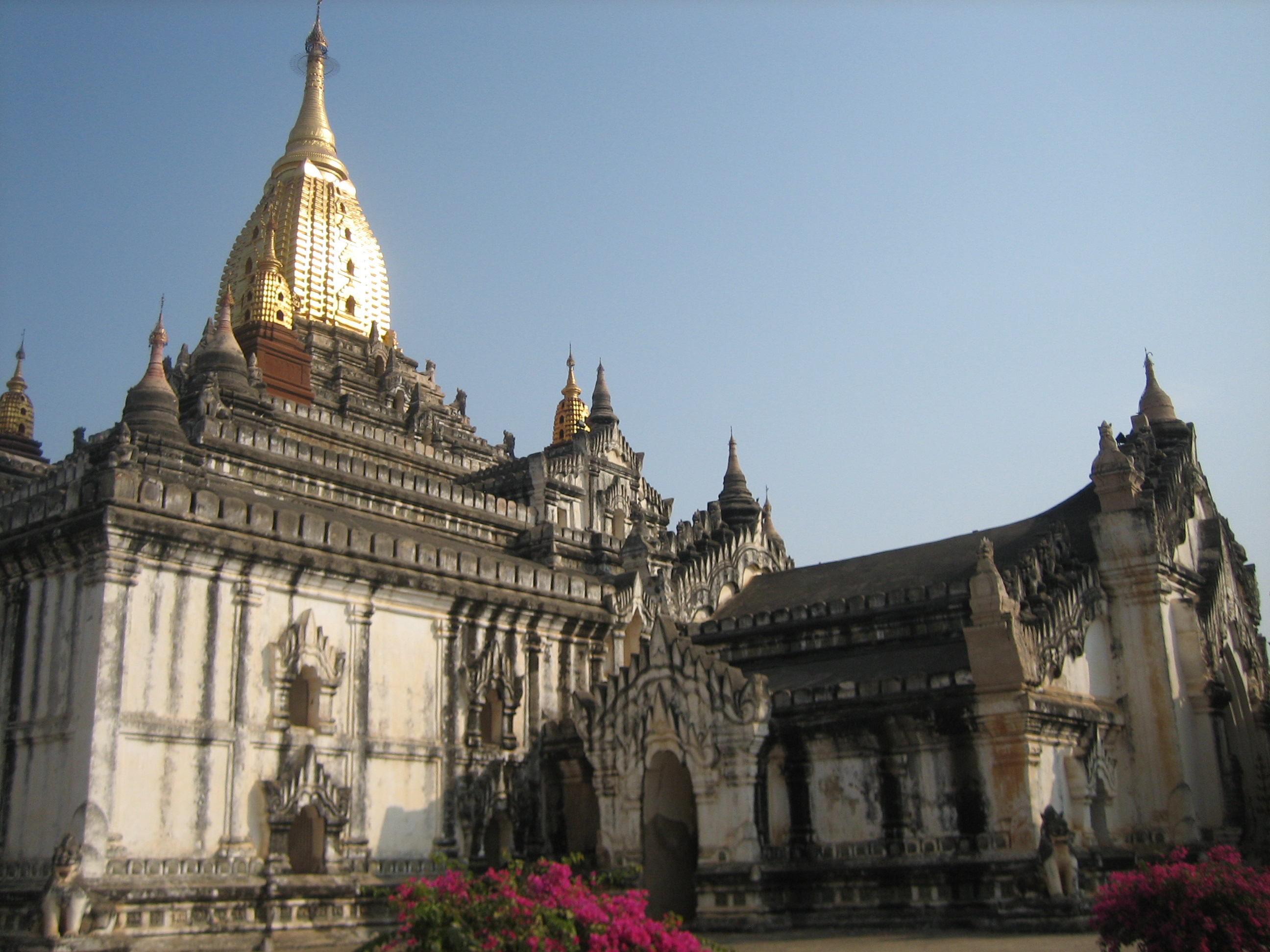
O Templo de Ananda

Anawrahta foi sucedido por uma linhagem de reis capazes que consolidaram o lugar de Pagã na história. Pagã entrou em uma era de ouro que duraria pelos próximos dois séculos. Além de algumas rebeliões ocasionais, o reino foi amplamente pacífico durante o período. O rei Kyanzittha (reinou de 1084–1112) fundiu com sucesso as diversas influências culturais introduzidas em Pagã pelas conquistas de Anawrahta. Ele patrocinou estudiosos e artesãos mons que emergiram como a elite intelectual. Ele apaziguou os pyus ligando sua genealogia aos ancestrais reais e míticos de Seri Quesetra, o símbolo do passado dourado de Pyu, e chamando o reino de Pyu, embora tivesse sido governado por uma classe dominante birmanesa. Ele apoiou e favoreceu o budismo Teravada enquanto tolerava outros grupos religiosos. Para ter certeza, ele seguiu essas políticas ao mesmo tempo mantendo o regime militar birmanês. No final de seu reinado de 28 anos, Pagã emergiu como uma grande potência ao lado do Império Quemer no sudeste da Ásia, reconhecido como um reino soberano pela dinastia Songue chinesa e pela dinastia Chola indiana. Vários elementos diversos - arte, arquitetura, religião, linguagem, literatura, pluralidade étnica - começaram a se sintetizar.
A ascensão de Pagã continuou sob o reinado de Alaungsithu (r. 1112–1167), que se concentrou na padronização dos sistemas administrativos e econômicos. O rei, também conhecido como Sithu I, expandiu ativamente as colônias de fronteira e construiu novos sistemas de irrigação em todo o reino. Ele também introduziu pesos e medidas padronizados em todo o país para auxiliar a administração e também o comércio. A padronização forneceu um impulso para a monetização da economia de Pagã, cujo impacto total, entretanto, não seria sentido até o final do século XII. O reino prosperou com o aumento da produção agrícola, bem como com as redes comerciais internas e marítimas. Grande parte da riqueza foi dedicada à construção de templos. Os projetos de construção de templos, que começaram para valer durante o reinado de Kyansittha, tornaram-se cada vez mais grandiosos e começaram a fazer a transição para um estilo arquitetônico distintamente birmanês das normas anteriores de Pyu e Mon. No final do reinado de Situ I, Pagã desfrutou de uma cultura mais sintetizada, um governo eficiente e uma economia próspera. No entanto, um crescimento correspondente da população também pressionou "a relação fixa entre a terra produtiva e a população", forçando os reis posteriores a expandir o território do reino.

#### Apogeu

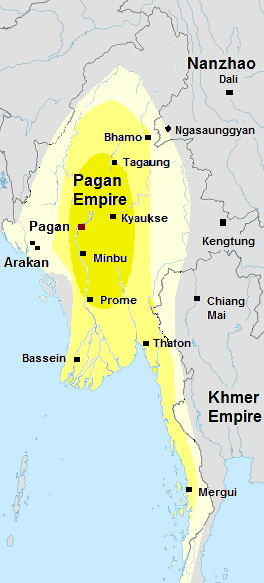
Império de Pagã durante o reinado de Situ II. As crônicas birmanesas também arescentam Kengtung e Chiang Mai. Áreas centrais mostradas em amarelo mais escuro. Áreas periféricas em amarelo claro. Pagã incorporou os principais portos da Baixa Birmânia à sua administração central no século XIII

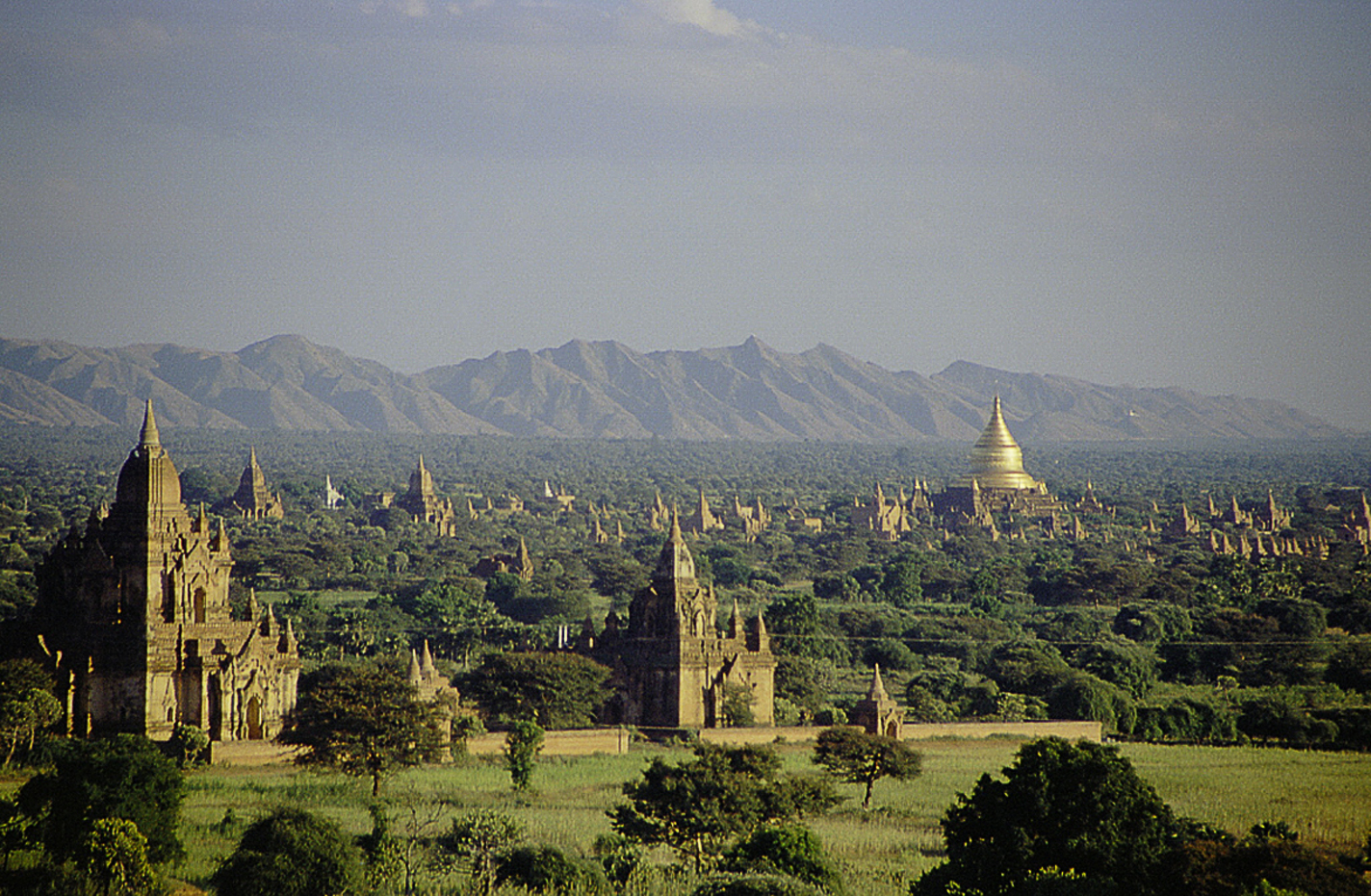
Planícies de Pagã atualmente

Pagã atingiu o auge do desenvolvimento político e administrativo durante os reinados de Narapatisithu (Sithu II; einou de 1174–1211) e de Htilominlo (r. 1211–1235). O Templo de Sulamani, o Templo de Gawdawpalin, o Templo de Mahabodhi e o Templo de Htilominlo foram construídos durante seus reinados. As fronteiras do reino expandiram-se ao máximo. A organização militar e o sucesso alcançaram seu apogeu. A arquitetura monumental alcançou um padrão qualitativo e quantitativo que as dinastias subsequentes tentaram imitar, mas nunca tiveram sucesso. A corte finalmente desenvolveu uma organização complexa que se tornou o modelo para dinastias posteriores. A economia agrícola atingiu seu potencial na Alta Birmânia. O clero budista, a sanga, desfrutou de um de seus períodos mais ricos. As leis civis e penais foram codificadas no vernáculo, birmanês, para se tornarem a jurisprudência básica para as gerações subsequentes.
Sithu II fundou formalmente a Guarda do Palácio em 1174, o primeiro registro existente de um exército permanente, e seguiu uma política expansionista. Durante seu reinado de 27 anos, a influência de Pagã se estendeu mais ao sul, até o estreito de Malaca, pelo menos até o rio Salween no leste e abaixo da atual fronteira com a China no extremo norte. (As Crônicas birmanesas também reivindicam os estados trans-Salween Shan, incluindo Kengtung e Chiang Mai.) Dando continuidade às políticas de seu avô Sithu I, Sithu II expandiu a base agrícola do reino com novos recursos humanos das áreas conquistadas, garantindo a riqueza necessária para uma realeza crescente e oficialidade. Pagã despachou governadores para supervisionar mais de perto os portos na Baixa Birmânia e na península. No início do século XIII, Pagã, ao lado do Império Quemer, foi um dos dois principais impérios no sudeste da Ásia continental.
Seu reinado também viu o surgimento da cultura birmanesa, que finalmente emergiu das sombras das culturas mom e pyu. Com a liderança birmanesa do reino agora inquestionável, o termo Mranma (birmanês) foi usado abertamente nas inscrições da língua birmanesa. A escrita birmanesa tornou-se a escrita primária do reino, substituindo as escritas pyu e mon. Seu reinado também viu o realinhamento do budismo birmanês com a escola Mahavihara do Ceilão. Os pyus ficaram em segundo plano e, no início do século XIII, haviam assumido em grande parte a etnia birmanesa.

#### Declínio

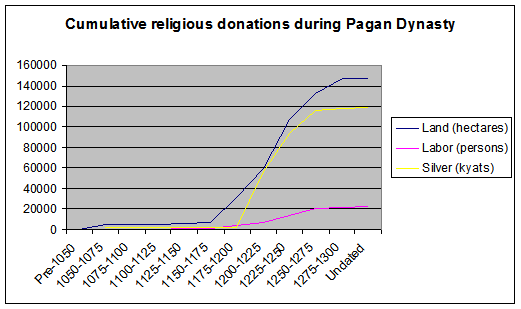
Doações cumulativas para a sanga em períodos de 25 anos

O sucesso de Sithu II na construção do Estado criou estabilidade e prosperidade em todo o reino. Seus sucessores imediatos Htilominlo e Kyaswa (reinou de 1235–1249) foram capazes de viver das condições estáveis e abundantes que ele transmitiu com pouca interferência Estatal da parte deles. Htilomino dificilmente governava. Budista devoto e erudito, o rei renunciou ao comando do exército e deixou a administração para um conselho privado de ministros, o antepassado da Assembleia da União. Mas as sementes do declínio de Pagã foram plantadas durante esse período aparentemente idílico. O Estado parou de se expandir, mas a prática de doar terras isentas de impostos para a religião, não. O crescimento contínuo da riqueza religiosa isenta de impostos reduziu muito a base tributária do reino. Na verdade, Htilominlo foi o último dos construtores de templos, embora a maioria de seus templos estivesse em terras remotas, não na região de Pagã, refletindo o estado de deterioração do tesouro real.
Em meados do século XIII, o problema havia piorado consideravelmente. O coração da Alta Birmânia, sobre o qual Pagã exercia maior controle político, ficou sem áreas irrigáveis facilmente recuperadas. No entanto, seu desejo fervoroso de acumular mérito religioso para melhores reencarnações tornou impossível para os reis de Pagã suspender inteiramente suas próprias doações ou de outros cortesãos. A coroa tentou recuperar algumas dessas terras, purgando periodicamente o clero em nome da purificação budista e apreendendo terras anteriormente doadas. Embora alguns dos esforços de recuperação tenham sido bem-sucedidos, o poderoso clero budista em geral resistiu com sucesso a tais tentativas. No final das contas, a taxa de recuperação ficou aquém da taxa em que essas terras foram dedicadas à sanga. (O problema foi agravado em um grau menor por ministros poderosos, que exploraram as disputas de sucessão e acumularam suas próprias terras às custas da coroa.) Em 1280, entre um e dois terços das terras cultiváveis da Alta Birmânia foram doados à religião. Assim, o trono perdeu os recursos necessários para reter a lealdade dos cortesãos e militares, criando um círculo vicioso de desordens internas e desafios externos por parte dos mons, mongóis e xãs.

### Queda

#### Invasões mongóis

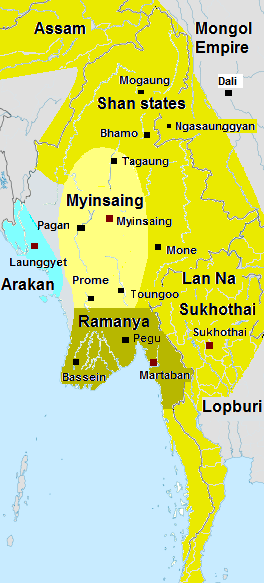
Ascensão de pequenos reinos após a queda do Império de Pagã c. 1310. O Reino Tai-Shan dos estados Shan, Lan Na e Sukhothai, bem como Ramanya na Baixa Birmânia, eram vassalos mongóis. Myinsaing era o único estado vassalo não mongol na região

Os primeiros sinais de desordem apareceram logo após a ascensão de Narathihapate em 1256. O rei inexperiente enfrentou revoltas no estado arakanese de Macchagiri (atual distrito de Kyaukpyu) no oeste, e Martaban (Mottama) no sul. A rebelião Martaban foi facilmente reprimida, mas Macchagiri exigiu uma segunda expedição antes de também ser reprimida. A calma não durou muito. Martaban se revoltou novamente em 1285. Desta vez, Pagã não podia fazer nada para retomar Martaban porque estava enfrentando uma ameaça existencial do norte. Os mongóis da dinastia Iuã exigiram tributo, em 1271 e novamente em 1273. Quando Narathihapate recusou as duas vezes, os mongóis comandados por Kublai Khan sistematicamente invadiram o país. A primeira invasão em 1277 derrotou os birmaneses na batalha de Ngasaunggyan e garantiu seu domínio sobre Kanngai (atual Yingjiang, Iunã, 112 quilômetros ao norte de Bhamo). Em 1283-1285, suas forças moveram-se para o sul e ocuparam Hanlin. Em vez de defender o país, o rei fugiu de Pagã para a Baixa Birmânia, onde foi assassinado por um de seus filhos em 1287.
Os mongóis invadiram novamente em 1287. Pesquisas recentes indicam que os exércitos mongóis podem não ter alcançado Pagã em si e que, mesmo que o fizessem, o dano que infligiram foi provavelmente mínimo. Mas o dano já estava feito. Todos os estados vassalos de Pagã se revoltaram logo após a morte do rei e seguiram seu próprio caminho. No sul, Wareru, o homem que havia conquistado o governo de Martaban em 1285, consolidou as regiões de língua mon da Baixa Birmânia e declarou Ramannadesa (Terra dos Mons) independente em 30 de janeiro de 1287. Também no oeste, Arracão parou de pagar tributo. As crônicas relatam que os territórios orientais, incluindo os estados trans-Salween de Keng Hung, Kengtung e Chiang Mai, deixaram de pagar tributo, embora a maioria dos estudiosos atribuam os limites de Pagã ao rio Salween. De qualquer forma, o Império de Pagã de 250 anos deixou de existir.

#### Desintegração e queda
Após a invasão de 1287, os mongóis continuaram a controlar até Tagaung, mas se recusaram a preencher o vácuo de poder que haviam criado mais ao sul. Na verdade, o imperador Kublai Khan nunca sancionou uma ocupação real de Pagã. Seu verdadeiro objetivo parecia ter sido "manter toda a região do Sudeste Asiático quebrada e fragmentada". Em Pagã, um dos filhos de Narathihapate, Kyawswa, emergiu como rei de Pagã em maio de 1289. Mas o novo "rei" controlava apenas uma pequena área ao redor da capital, e não tinha exército real. O verdadeiro poder na Alta Birmânia agora estava com três irmãos, que eram ex-comandantes de Pagã, da vizinha Myinsaing. Quando o Reino Hanthawaddy da Baixa Birmânia se tornou vassalo de Sucotai em 1293/94, foram os irmãos, não Kyawswa, que enviaram uma força para reivindicar o antigo território de Pagã em 1295-96. Embora o exército tenha sido rechaçado, não deixou dúvidas sobre quem detinha o verdadeiro poder no centro da Birmânia. Nos anos seguintes, os irmãos, especialmente o mais jovem Thihathu, passaram a agir cada vez mais como soberanos.
Para controlar o poder crescente dos três irmãos, Kyawswa submeteu-se aos mongóis em janeiro de 1297 e foi reconhecido pelo imperador mongol Temür Khan como vice-rei de Pagã em 20 de março de 1297. Os irmãos se ressentiram do novo arranjo como um vassalo mongol, pois ele diretamente reduziu seus poderes. Em 17 de dezembro de 1297, os três irmãos destronaram Kyawswa e fundaram o Reino de Myinsaing. Os mongóis não souberam do destronamento até junho-julho de 1298. Em resposta, os mongóis lançaram outra invasão, alcançando Myinsaing em 25 de janeiro de 1301, mas não conseguiram passar. Os sitiantes aceitaram os subornos dos três irmãos e se retiraram em 6 de abril de 1301. O governo mongol em Iunã executou seus comandantes, mas não enviou mais invasões. Eles se retiraram totalmente da Alta Birmânia a partir de 4 de abril de 1303.
Naquela época, a cidade de Pagã, que já abrigou 200 000 habitantes, foi reduzida a uma pequena cidade, para nunca mais recuperar sua preeminência. (Ela sobreviveu até o século XV como um assentamento humano.) Os irmãos colocaram um dos filhos de Kyawswa como governador de Pagã. A linhagem de Anawrahta continuou a governar Pagã como governadores sob os reinos de Myinsaing, Pinya e Ava até 1368/69. O lado masculino de Pagã acabou ali, embora o lado feminino tenha passado para a realeza Pinya e Ava. Mas a linhagem de Pagã continuou a ser reivindicada por sucessivas dinastias birmanesas até a última dinastia birmanesa Konbaung.

## Governo

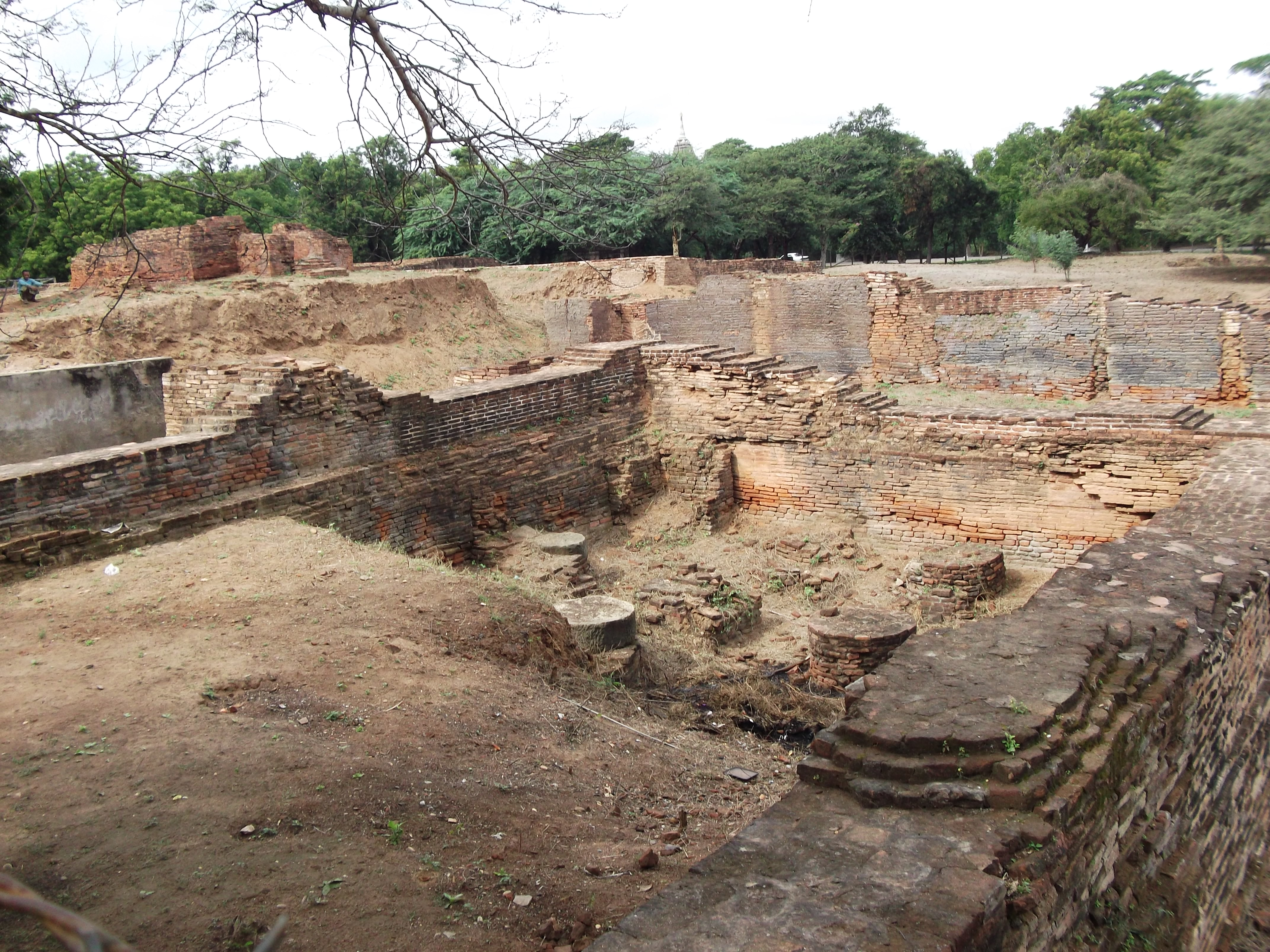
Ruínas do antigo Palácio de Pagã

O governo de Pagã pode ser geralmente descrito pelo sistema de mandala em que o soberano exerce autoridade política direta na região central (pyi, lit. "país", ပြည်, [pjì]), e administrado nas regiões vizinhas como Estados vassalos tributários (naingngans, lit. "terras conquistadas", နိုင်ငံ, [nàiɴŋàɴ]). Em geral, a autoridade da coroa se dissipou com o aumento da distância da capital. Cada Estado era administrado em três níveis gerais: taing (တိုင်း, província), myo (မြို့, cidade), e ywa (ရွာ, aldeia), com a corte do rei supremo no centro. O reino consistia em pelo menos 14 taings.

### Região central
A região central era a atual zona seca da Alta Birmânia, medindo aproximadamente 150 a 250 quilômetros de raio da capital. A região consistia na capital e nos principais centros irrigados (khayaings, ခရိုင်, [kʰəjàiɴ]) de Kyaukse e Minbu. Por causa dos centros irrigados, a região mantinha a maior população do reino, o que se traduzia na maior concentração de militares reais que podiam ser convocados para o serviço militar. O rei governou diretamente a capital e seus arredores imediatos, enquanto nomeava os membros mais confiáveis da família real para governar Kyaukse e Minbu. As áreas taik (တိုက်, [taiʔ]) recém-ocupadas na zona seca da margem oeste do rio Irauádi foram confiadas a homens de menor patente, bem como àqueles de famílias locais poderosas conhecidas como líderes taik (taik-thugyis, တိုက်သူကြီး, [taiʔ ðədʑí]). Os governadores e líderes taik viviam de doações do apanágio e impostos locais. Mas, ao contrário de suas contrapartes de fronteira, os governadores da zona central não tinham muita autonomia por causa da proximidade com a capital.

### Regiões periféricas
Cercando a região central ficavam os naingngans ou Estados tributários, administrados por governantes hereditários locais, bem como governadores nomeados pelos Pagãs, vindos de famílias principescas ou ministeriais. Por estarem mais distantes da capital, os governantes/governadores das regiões tinham maior autonomia. Eles eram obrigados a enviar tributos à coroa, mas geralmente tinham liberdade no restante da administração. Eles eram juízes-chefes, comandantes-chefes e cobradores de impostos. Eles faziam nomeações de oficiais locais. Na verdade, nenhuma evidência de censos reais ou contato direto entre a corte pagã e os chefes sob os governadores foi encontrada.
Ao longo de 250 anos, o trono lentamente tentou integrar as regiões mais estratégica e economicamente importantes, ou seja, a Baixa Birmânia, Tenasserim, vale do rio Irauádi no extremo norte - no centro, nomeando seus governadores no lugar de governantes hereditários. Nos séculos XII e XIII, por exemplo, Pagã fez questão de nomear seus governadores na costa de Tenasserim para supervisionar de perto os portos e as receitas. Na segunda metade do século XIII, vários portos importantes na Baixa Birmânia (Prome, Bassein, Dala) eram todos governados por príncipes seniores da família real. No entanto, a fuga da Baixa Birmânia da órbita da Alta Birmânia no final do século XIII prova que a região estava longe de estar totalmente integrada. A história mostra que a região não estaria totalmente integrada ao núcleo até o final do século XVIII.
A autoridade real foi atenuada ainda mais em naingngans mais distantes: Arakan, Colinas Chin, Colinas Kachin e Colinas Shan. Essas eram terras tributárias sobre as quais a coroa tinha apenas um "ritual predominantemente" ou soberania nominal. Em geral, o rei de Pagã recebia um tributo nominal periódico, mas "não tinha autoridade substantiva", por exemplo, em questões como a seleção de deputados, sucessores ou níveis de tributação. Pagã em grande parte ficou fora dos assuntos desses Estados remotos, apenas interferindo quando havia revoltas diretas, como Arakan e Martaban no final da década de 1250 ou no norte das Colinas Kachin em 1277.

### Corte

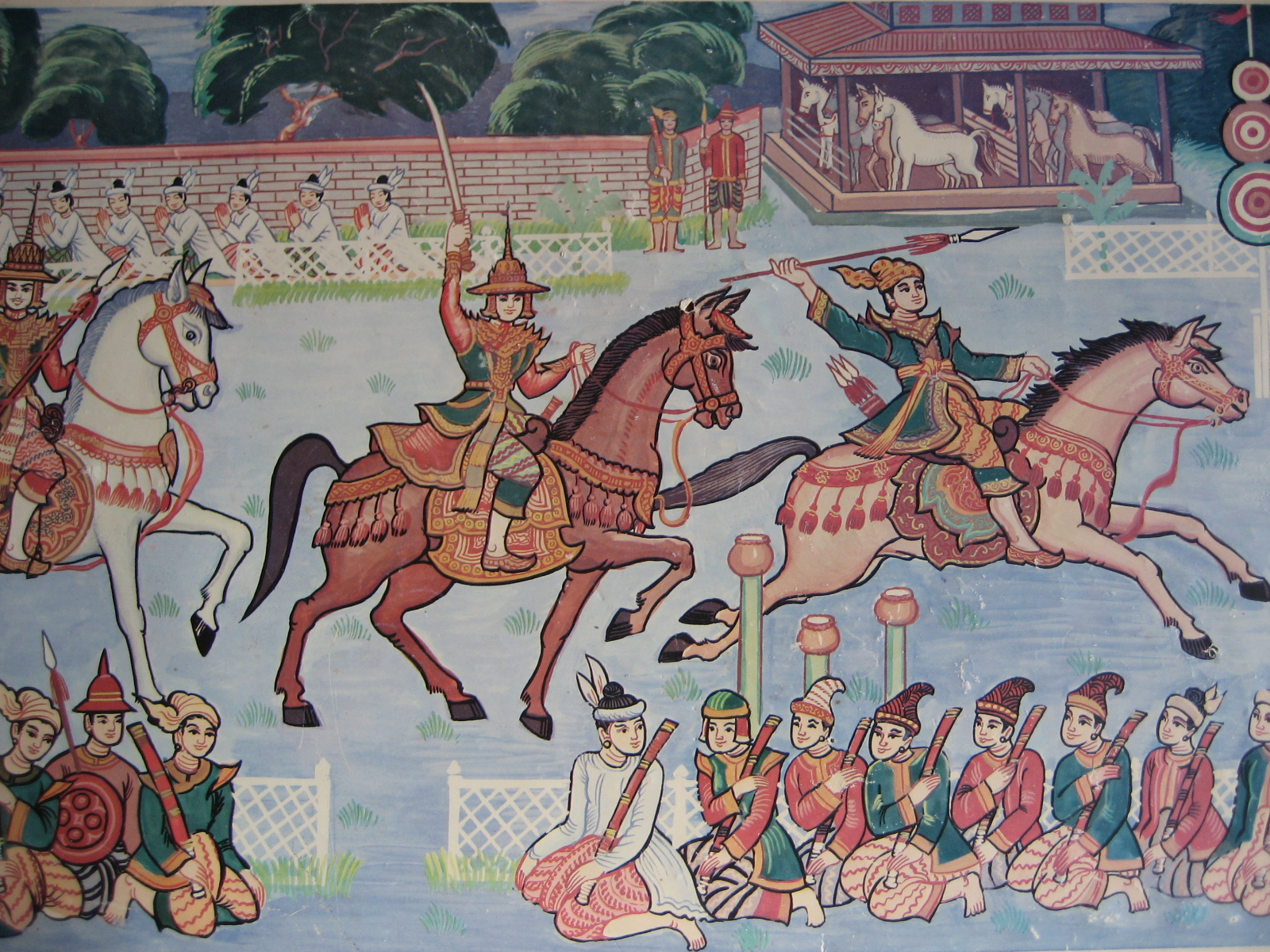
Nobres birmaneses participando de esportes equestres

A corte era o centro da administração, representando ao mesmo tempo os ramos executivo, legislativo e judiciário do governo. Os membros da corte podem ser divididos em três categorias gerais: realeza, ministros e funcionários subordinados. No topo estavam o rei supremo, príncipes, princesas, rainhas e concubinas. Os ministros geralmente vinham de ramos mais distantes da família real. Seus subordinados não eram da realeza, mas geralmente vinham de famílias oficiais importantes. Títulos, patentes, insígnias, feudos e outras recompensas ajudaram a manter a estrutura de lealdade e patrocínio da corte.
O rei como monarca absoluto era o principal executivo, legislador e juiz do país. No entanto, à medida que o reino crescia, o rei gradualmente transferiu as responsabilidades para a corte, que se tornou mais extensa e complexa, adicionando mais camadas administrativas e funcionários. No início do século XIII, por volta de 1211, parte da corte evoluiu para o conselho privado do rei ou Hluttaw. O papel e o poder do Hluttaw cresceram muito nas décadas seguintes. Ele passou a administrar não apenas os assuntos do dia-a-dia, mas também os assuntos militares do reino. (Nenhum rei de Pagã depois de Sithu II jamais assumiu o comando do exército novamente). Os ministros poderosos também se tornaram reis. Seu apoio foi um fator importante na ascensão dos últimos reis de Pagã de Htilominlo (reinou 1211–1235) a Kyawswa (reinou 1289–1297).
A corte também era a presidente da Suprema Corte do país. Sithu I (reinou 1112–1167) foi o primeiro rei de Pagã a emitir uma coletânea oficial de sentenças, mais tarde conhecida como Alaungsithu hpyat-hton, a ser seguida como precedente por todos os tribunais de justiça. Uma continuação da coletânia de sentenças foi compilada durante o reinado de Sithu II (reinou 1174–1211) por um monge mom chamado Dhammavilasa. Como outro sinal de delegação de poder, Sithu II também nomeou um chefe de justiça e um ministro-chefe.

### Militares

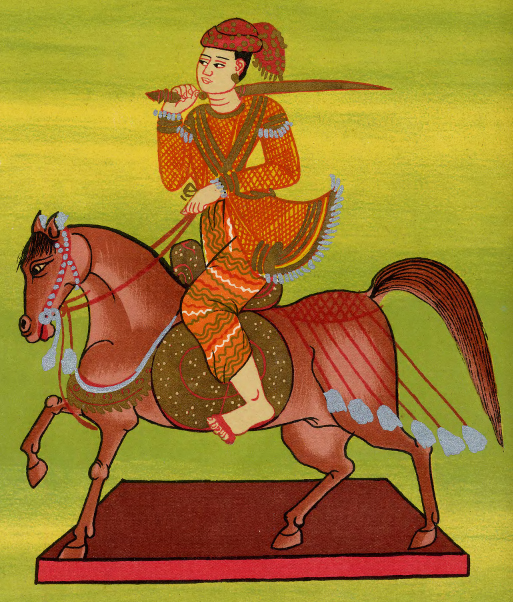
Comandante de Pagã Aung Zwa a serviço de Sithu II

Os militares de Pagã foram a origem do Exército Real da Birmânia. O exército foi organizado em um pequeno exército permanente de alguns milhares, que defendia a capital e o palácio, e um exército de tempo de guerra muito maior baseado em recrutas. O recrutamento era baseado no sistema kyundaw (chamado de sistema ahmudan pelas dinastias posteriores), que exigia que os chefes locais fornecessem sua cota predeterminada de homens de sua jurisdição com base na população em tempos de guerra. Este sistema básico de organização militar manteve-se praticamente inalterado até o período pré-colonial, embora dinastias posteriores, especialmente a Dinastia Toungoo, tenham introduzido padronização e outras modificações.
O antigo exército de Pagã consistia principalmente de soldados recrutados pouco antes ou durante os tempos de guerra. Embora os historiadores acreditem que reis anteriores como Anawrahta deviam ter tropas permanentes em serviço no palácio, a primeira menção específica de uma estrutura militar permanente nas crônicas birmanesas é de 1174, quando Situ II fundou os Guardas do Palácio - "duas companhias internas e externas, e eles vigiavam em fileiras, um atrás do outro ". A Guarda do Palácio tornou-se o núcleo em torno do qual o levante em massa reunia em tempo de guerra. A maior parte do recrutamento de campo serviu na infantaria, mas os homens para a elefantaria, cavalaria e corpo naval eram convocados de aldeias hereditárias específicas que se especializaram nas respectivas habilidades militares. Em uma era de especialização militar limitada, quando o número de cultivadores recrutados oferecia a melhor indicação de sucesso militar, a Alta Birmânia, com uma população maior, era o centro natural de gravidade política.
Várias fontes e estimativas colocam a força militar de Pagã em qualquer lugar entre 30 mil e 60 mil homens. Uma inscrição de Situ II, que expandiu o império em sua maior extensão, descreve-o como o senhor de 17 645 soldados, enquanto outra cita 30 mil soldados e cavalaria sob seu comando. Um relato chinês menciona um exército birmanês de 40 mil a 60 mil (incluindo 800 elefantes e 10 mil cavalos) na batalha de Ngasaunggyan em 1277. No entanto, alguns argumentam que os números chineses, que vieram de estimativas oculares de uma única batalha, são muito exagerados. Como diz Harvey: os mongóis "erraram pelo lado da generosidade, pois não desejavam diminuir a glória de derrotar números superiores". Mas assumindo que a população pré-colonial da Birmânia era relativamente constante, as estimativas de 40 mil a 60 mil de todo o exército não são improváveis e estão de acordo com os números fornecidos para os militares birmaneses entre os séculos XVI e XIX em uma variedade de fontes.

## Economia

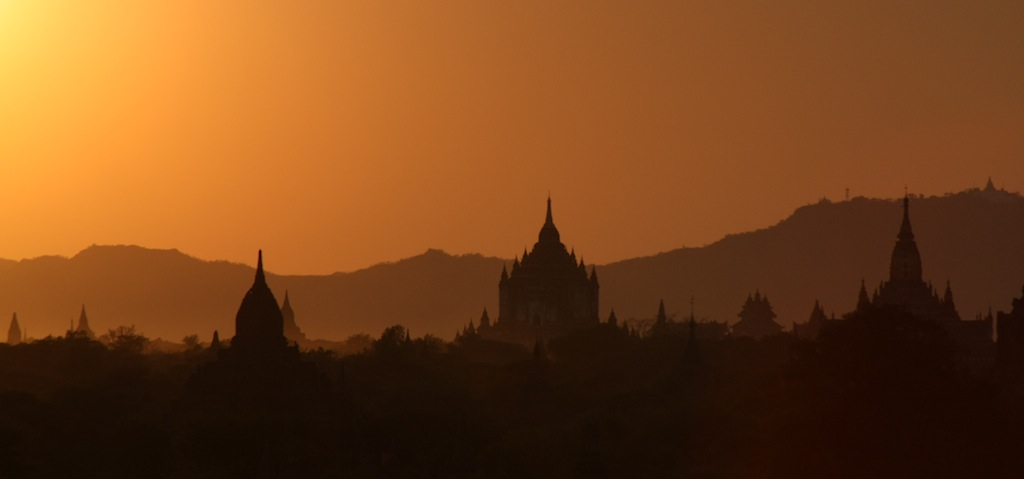
A economia próspera de Pagã construiu mais de 10 mil templos

A economia de Pagã baseava-se principalmente na agricultura e, em um grau muito menor, no comércio. O crescimento do Império de Pagã e o subsequente desenvolvimento de terras irrigadas em novas áreas sustentou um crescimento no número de centros populacionais e uma economia próspera crescente. A economia também se beneficiou da ausência geral de guerras que paralisariam as economias das dinastias posteriores. De acordo com Victor Lieberman, a economia próspera sustentou "uma rica civilização budista cuja característica mais espetacular era uma densa floresta de pagodes, mosteiros e templos, totalizando talvez 10 mil estruturas de tijolos, das quais os restos de mais de 2 mil sobrevivem."

### Agricultura

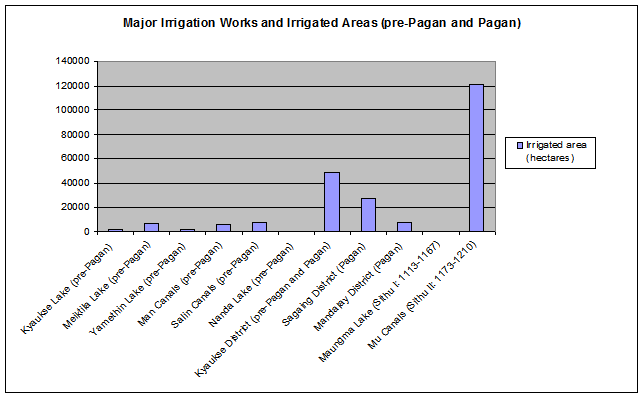
Desenvolvimento de terras irrigadas

A agricultura foi o principal motor do reino desde o seu início no século IX. Acredita-se que os imigrantes birmaneses tenham introduzido novas técnicas de gestão de água ou melhorado bastante o sistema pyu existente de açudes, represas, eclusas e barricadas diversivas. De qualquer forma, o desenvolvimento da bacia agrícola do Kyaukse nos séculos X e XI permitiu que o Reino de Pagã se expandisse além da zona seca da Alta Birmânia e dominasse sua periferia, incluindo a Baixa Birmânia marítima.
Conforme reconstruído por Michael Aung-Thwin, G.H. Luce e Than Tun, o principal impulsionador dessa expansão econômica baseada na agricultura foi a prática de doar terras isentas de impostos para o clero budista. Por cerca de duzentos anos entre 1050 e 1250, segmentos ricos e poderosos da sociedade de Pagã - membros da realeza, altos funcionários da corte e leigos ricos - doaram ao clero enormes áreas de terra agrícola, junto com cultivadores hereditários vinculados para alcançar méritos religiosos. (Tanto as terras dos religiosos quanto os cultivadores eram permanentemente isentos de impostos). Embora no final das contas tenha se tornado um grande fardo para a economia, a prática inicialmente ajudou a expandir a economia por cerca de dois séculos. Primeiro, os complexos mosteiro-templo, normalmente localizados a algumas distâncias da capital, ajudaram a ancorar novos centros populacionais para o trono. Essas instituições, por sua vez, estimularam as atividades artesanais, comerciais e agrícolas associadas, críticas para a economia geral.
Em segundo lugar, a necessidade de acumular terras para doações, bem como para prêmios para soldados e militares, impulsionou o desenvolvimento ativo de novas terras. Os primeiros projetos de irrigação se concentraram em Kyaukse, onde birmaneses construíram um grande número de novos açudes e canais de desvio, e Minbu, um distrito igualmente bem irrigado ao sul de Pagã. Depois que esses centros foram desenvolvidos, em meados do século XII, Pagã mudou-se para áreas de fronteira ainda não desenvolvidas a oeste do rio Irauádi e ao sul de Minbu. Essas novas terras incluíam áreas irrigáveis de arrozais e áreas não irrigáveis adequadas para arroz de sequeiro, leguminosas, gergelim e milho painço. A expansão agrícola e a construção de templos, por sua vez, sustentaram um mercado de terras e certos tipos de trabalho e materiais. A recuperação de terras, doações religiosas e projetos de construção se expandiram lentamente antes de 1050, aumentaram em 1100, aceleraram fortemente com a abertura de novas áreas entre ca. 1140 e ca. 1210 e continuou em um nível inferior de 1220 a 1300.
Na segunda metade do século XIII, Pagã havia desenvolvido uma enorme quantidade de terras cultivadas. As estimativas baseadas apenas nas inscrições sobreviventes variam de 200 mil a 250 mil hectares. (Em comparação, o Angkor contemporâneo de Pagã dependia de sua bacia de arroz principal de mais de 13 mil hectares). Mas as doações para a sangha ao longo dos 250 anos do império acumularam mais de 150 mil hectares (mais de 60%) da terra cultivada total. No final das contas, a prática se mostrou insustentável quando o império parou de crescer fisicamente, e um fator importante na queda do império.

### Comércio

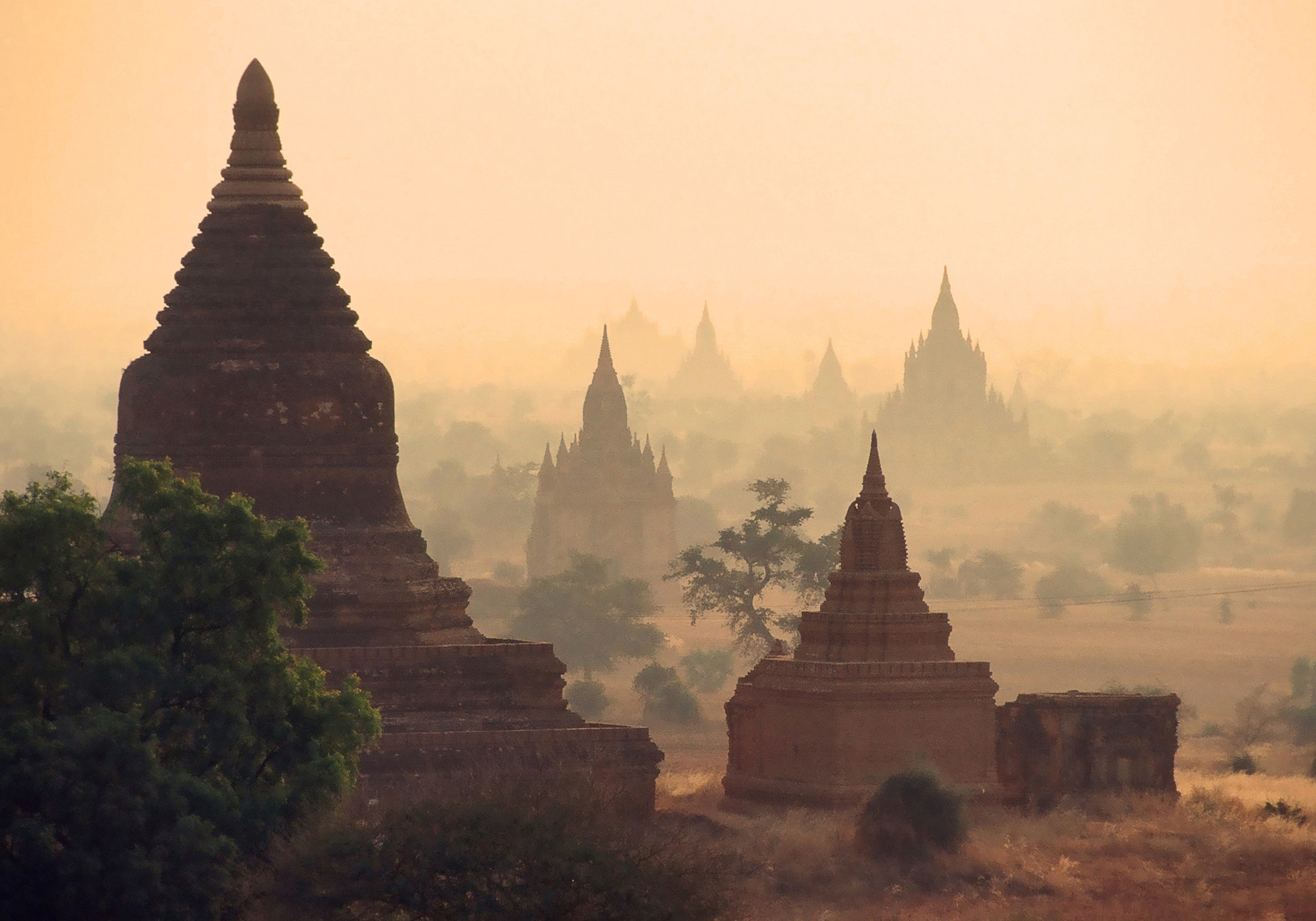
Ruínas de Pagã

O comércio interno e externo desempenhou um papel importante, mas secundário na economia de Pagã. O comércio não foi o principal motor do crescimento econômico durante grande parte do período de Pagã, embora sua participação na economia provavelmente tenha aumentado no século XIII, quando o setor agrícola parou de crescer. Isso não quer dizer que Pagã não tivesse nenhum interesse no comércio. Pelo contrário, Pagã administrava de perto seus portos peninsulares, que eram pontos de trânsito entre o Oceano Índico e a China. O comércio marítimo fornecia à corte receitas e bens de prestígio (corais, pérolas, têxteis). As evidências mostram que Pagã importou prata de Iunã e que comercializou produtos florestais das terras altas, pedras preciosas e talvez metais com a costa. Ainda assim, nenhuma evidência arqueológica, textual ou de inscrição indica que tais exportações sustentaram um grande número de produtores ou intermediários na própria Alta Birmânia, ou que o comércio constituiu uma grande parte da economia.

### Moeda
Apesar de todas as inovações que a Dinastia de Pagã introduziu, uma área que regrediu foi o uso de moedas. A prática pyu de emitir moedas de ouro e prata não foi mantida. O meio de troca comum era a "cunhagem" de prata, seguida pela cunhagem de ouro e cobre. A prata vinha de minas domésticas, bem como de Iunã. A unidade monetária básica do kyat de prata (ကျပ်), que não era uma unidade de valor, mas sim uma unidade de peso de aproximadamente 16,3293 gramas. Outras unidades baseadas no peso em relação ao kyat também estiveram em uso.
| Unidade     | em kyats |
| ----------- | -------- |
| 1 mat (မတ်)  | 0,25     |
| 1 bo (ဗိုဟ်)   | 5        |
| 1 viss (ပိဿာ) | 100      |

Um kyat, a menos que especificado, sempre significou um kyat de prata. Outros metais também estiveram em uso. O valor de outras moedas de metal em relação ao kyat de prata são mostrados abaixo.
| Tipo de metal      | em kyats de prata |
| ------------------ | ----------------- |
| 1 kyat de ouro     | 10                |
| 1 kyat de cobre    | 2                 |
| 1 kyat de mercúrio | 1,50              |

A falta de uma cunhagem padronizada certamente complicou o comércio. Por exemplo, muitos tipos de kyats de prata com vários graus de pureza estavam em uso. Os registros mostram que as pessoas também usavam um sistema de troca para conduzir o comércio.

### Preços

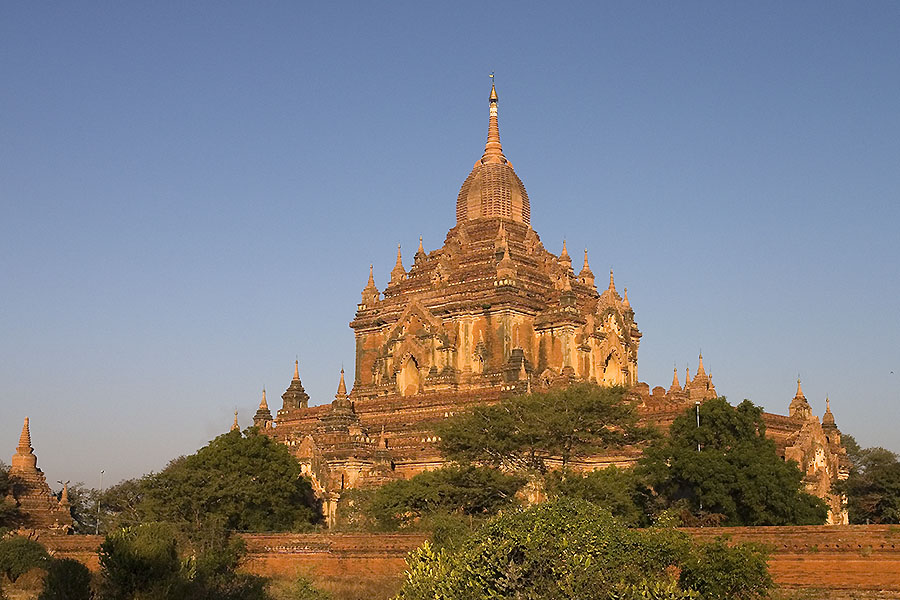
O Templo de Htilominlo

Os registros sobreviventes fornecem um vislumbre da vida econômica do reino. Um pe (ပယ်, 0,71 hectare) de terra fértil perto de Pagã custava 20 kyats de prata, mas apenas 1 a 10 kyats de distância da capital. A construção de um grande templo no reinado de Sithu II custou 44 027 kyats, enquanto um grande monastério de "estilo indiano" custou 30 600 kyats. Os manuscritos eram raros e extremamente caros. Em 1273, um conjunto completo do Tripitaca custava 3 000 kyats.
| Bem                     | em kyats de prata |
| ----------------------- | ----------------- |
| 1 cesta de arroz        | 0,5               |
| 1 viss de leite de vaca | 0,1               |
| 1 viss de mel           | 1,25              |
| 1000 nozes de areca     | 0,75              |

## Cultura e sociedade

### Demografia

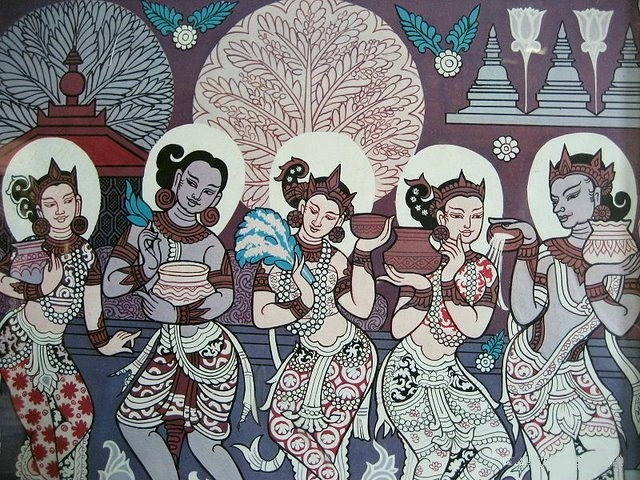
Thingyan festividades do Ano Novo

#### Tamanho da população
Várias estimativas colocam a população do Império de Pagã em algo entre um e dois milhões e meio de pessoas, mas a maioria das estimativas coloca-a entre um e meio e dois milhões no seu apogeu. O número estaria mais próximo do limite superior, supondo que a população da Birmânia pré-colonial permanecesse razoavelmente constante. (O tamanho da população na época medieval tendeu a permanecer estável ao longo de muitos séculos. A população da Inglaterra entre os séculos XI e XVI permaneceu em torno de 2,25 milhões, e a população da China até o século XVII permaneceu entre 60 e 100 milhões durante 13 séculos). Pagã era a cidade mais populosa com uma população estimada de 200 mil habitantes antes das invasões mongóis.

#### Grupos étnicos
O reino era um "mosaico étnico". No final do século XI, os birmaneses étnicos ainda eram "uma população privilegiada, mas numericamente limitada", fortemente concentrada na zona seca do interior da Alta Birmânia. Eles coexistiram com os pyus, que dominava a zona seca, até que este último passou a se identificar como birmanês no início do século XIII. As inscrições também mencionam uma variedade de grupos étnicos na Alta Birmânia e nos arredores: mons, thets, kadus, sgaws, kanyans, palaungs, was e shans. Os povos que viviam no perímetro das terras altas foram classificados coletivamente como "povos das montanhas" (taungthus, တောင်သူ), embora os migrantes shan estivessem mudando a composição étnica da região serrana. No sul, os mons eram dominantes na Baixa Birmânia por volta do século XIII, se não antes. No oeste, uma classe dominante arakanesa que falava birmanês emergiu.
Com certeza, a noção de etnia na Birmânia pré-colonial era altamente fluida, fortemente influenciada pela língua, cultura, classe, localidade e, de fato, poder político. As pessoas mudaram sua identificação no grupo, dependendo do contexto social. O sucesso e a longevidade do Império de Pagã sustentaram a disseminação da etnia e da cultura birmanesa na Alta Birmânia em um processo que veio a ser chamado de burmanização, que Lieberman descreve como "assimilação por povos bilingues, ávidos por se identificarem com a elite imperial". De acordo com Lieberman, o poder imperial de Pagã permitiu a "construção da hegemonia cultural birmanesa", evidenciada pelo "crescimento da escrita birmanesa, o declínio concomitante da cultura pyu (e talvez mon), novas tendências na arte e arquitetura e a expansão dos  cultivadores falantes do birmanês em novas terras".
No entanto, no final do período de Pagã, o processo de burmanização, que continuaria no século XIX e, posteriormente, cobriria toda a planície, ainda estava em um estágio inicial. A primeira referência de língua birmanesa existente a "birmanos" apareceu apenas em 1190, e a primeira referência à Alta Birmânia como "a terra dos birmaneses" (Myanma pyay) em 1235. A noção de etnia continuou muito fluida e intimamente ligada ao poder político. Enquanto a ascensão do Reino de Ava garantiu a disseminação contínua da etnia birmanesa na Alta Birmânia pós-Pagã, o surgimento semelhante de reinos de língua não birmanesa em outros lugares ajudou a desenvolver a consciência étnica intimamente ligada às respectivas classes dominantes na Baixa Birmânia, Estados de Shan e Arakan. Por exemplo, de acordo com Lieberman e Aung-Thwin, "a própria noção de mons como uma etnia coerente pode ter surgido apenas nos séculos XIV e XV após o colapso da hegemonia do Alto Birmanês".

#### Classes sociais
A sociedade de Pagã era altamente estratificada entre as diferentes classes sociais. No topo da pirâmide ficava a realeza (família real imediata), seguida pela burocracia superior (a família real estendida e a corte), burocracia inferior, artesãos e grupos de serviço da coroa e os plebeus. O clero budista não era uma classe na sociedade secular, mas mesmo assim representava uma classe social importante.
A maioria das pessoas pertencia a um dos quatro grandes grupos de plebeus. Primeiro, os soldados reais eram escravos (kyundaw, ကျွန်တော်) do rei e muitas vezes designados a chefes e oficiais individuais que agiam como representantes do rei. Eles recebiam doações de terras da coroa e eram isentos da maioria dos impostos pessoais em troca do serviço regular ou militar. Em segundo lugar, os plebeus Athi (အသည်) não viviam em terras reais, mas em terras comunais, e não deviam nenhum serviço real regular, mas pagavam impostos substanciais por cabeça. Os escravos privados (kyun, ကျွန်) deviam trabalho apenas a seu patrono individual e ficavam fora do sistema de obrigações reais. Finalmente, os escravos religiosos (hpaya-kyun, ဘုရားကျွန်) também eram escravos privados que deviam trabalho apenas a mosteiros e templos, mas não à coroa.
Das três classes ligadas (não athi), os escravos reais e religiosos eram hereditários, enquanto os privados não eram. A servidão de um escravo privado ao seu patrono permanecia até que sua dívida fosse totalmente paga. As obrigações do servo cessavam com a morte e não podiam ser perpetuadas até seus descendentes. Por outro lado, os soldados reais (kyundaw) eram hereditários e isentos de impostos pessoais em troca do serviço real. Da mesma forma, os servos religiosos (hpaya-kyun) eram hereditários e isentos de impostos pessoais e do serviço real em troca da manutenção dos negócios dos mosteiros e templos. Ao contrário dos militares reais ou mesmo dos plebeus athi, os homens religiosos não podiam ser convocados para o serviço militar.

### Linguagem e literatura

#### Linguagens
O idioma principal da classe dominante de Pagã era o birmanês, uma língua tibeto-birmanesa relacionada tanto à língua pyu quanto à da classe dominante de Nanzhao. Mas a difusão da língua para as massas atrasou a fundação do Império de Pagã por 75 a 150 anos. No início da era de Pagã, tanto o pyu quanto o mom eram línguas francas do vale do rio Irauádi. Pyu era a língua dominante da Alta Birmânia, enquanto mom era suficientemente prestigiosa para os governantes de Pagã empregarem a língua frequentemente para inscrições e talvez usos judiciais. [90] A evidência inscrita indica que o birmanês se tornou a língua franca do reino apenas no início do século XII e talvez no final do século XII, quando o uso do pyu e do mom no uso oficial diminuiu. O mom continuou a florescer na Baixa Birmânia, mas o idioma pyu desapareceu no início do XIII.
Outro desenvolvimento importante na história e na língua birmanesa foi a ascensão do páli, a língua litúrgica do budismo teravada. O uso do sânscrito, que prevalecia no reino Pyu e no início da era de Pagã, diminuiu após a conversão de Anawrahta ao budismo Teravada.

#### Escritas

Alfabeto birmanês moderno. A escrita birmanesa antiga não tinha características cursivas, que são marcas registradas da escrita moderna

A difusão da língua birmanesa foi acompanhada pela da escrita birmanesa. A escrita foi desenvolvida a partir da escrita mon ou pyu. Os principais estudos afirmam que a escrita birmanesa foi desenvolvida a partir da escrita mom em 1058, um ano após a conquista do Reino Thaton por Anawrahta. Mas uma pesquisa recente de Aung-Thwin argumenta que a escrita birmanesa pode ter sido derivada da escrita pyu no século X, e que a escrita birmanesa foi a mãe da escrita burma mon. Ele argumenta que a escrita mom encontrada na Birmânia era suficientemente diferente da escrita mom mais antiga encontrada nas terras natais mons de Dvaravati ou Haripunjaya (na atual Tailândia), sem nenhuma evidência arqueológica para provar qualquer ligação entre os dois. Por outro lado, continua Aung-Thwin, as últimas evidências arqueológicas datam a escrita birmanesa de 58 a 109 anos antes da escrita monarca da Birmânia. A escrita burma mon mais antiga (em Prome) é datada de 1093, enquanto a escrita birmanesa mais antiga (a inscrição do guarda-chuva de cobre dourado do Templo Mahabodhi) é datada de 1035. Na verdade, se uma cópia reformulada do século XVIII de uma inscrição de pedra original é permitida como prova, a escrita birmanesa já estava em uso desde 984.

#### Literatura

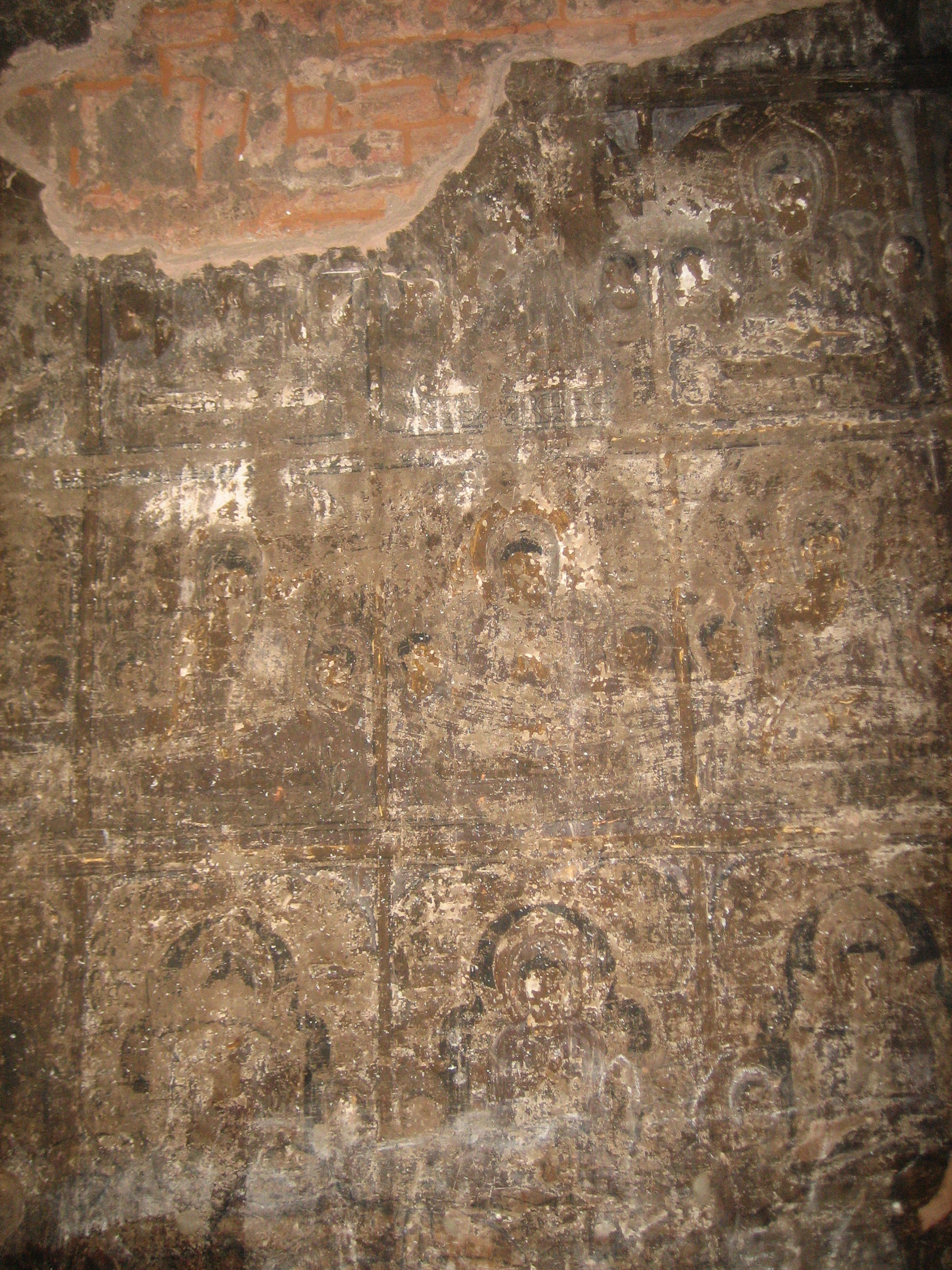
Afrescos de histórias budistas de Jataka em um templo de Pagã

Qualquer que seja a origem da escrita birmanesa, escrever em birmanês ainda era uma novidade no século XI. A escrita birmanesa tornou-se dominante na corte apenas no século XII. Durante grande parte do período de Pagã, os materiais escritos necessários para produzir um grande número de monges e estudantes alfabetizados nas aldeias simplesmente não existiam. De acordo com Than Tun, ainda no século XIII, "a arte de escrever ainda estava na infância com os birmaneses". Os manuscritos eram raros e extremamente caros. Ainda em 1273, um conjunto completo do Tripitaca custava 3 mil kyats de prata, o que poderia comprar mais de 2 mil hectares de arrozais. A alfabetização em birmanês, para não mencionar páli, era o monopólio efetivo da aristocracia e de seus pares monásticos.
Em Pagã e nos principais centros provinciais, os templos budistas mantinham um conhecimento do páli cada vez mais sofisticado, especializado em estudos gramaticais e filo-psicológicos (abidarma), e que teria conquistado a admiração de especialistas cingaleses. Além de textos religiosos, os monges de Pagã liam obras em uma variedade de línguas sobre prosódia, fonologia, gramática, astrologia, alquimia e medicina, e desenvolveram uma escola independente de estudos jurídicos. A maioria dos estudantes, e provavelmente os principais monges e freiras, vinham de famílias aristocráticas. De qualquer forma, o analfabetismo local provavelmente impediu o tipo de censos detalhados de vilas e decisões legais que se tornaram uma marca registrada da administração Taungû pós 1550.

### Religião

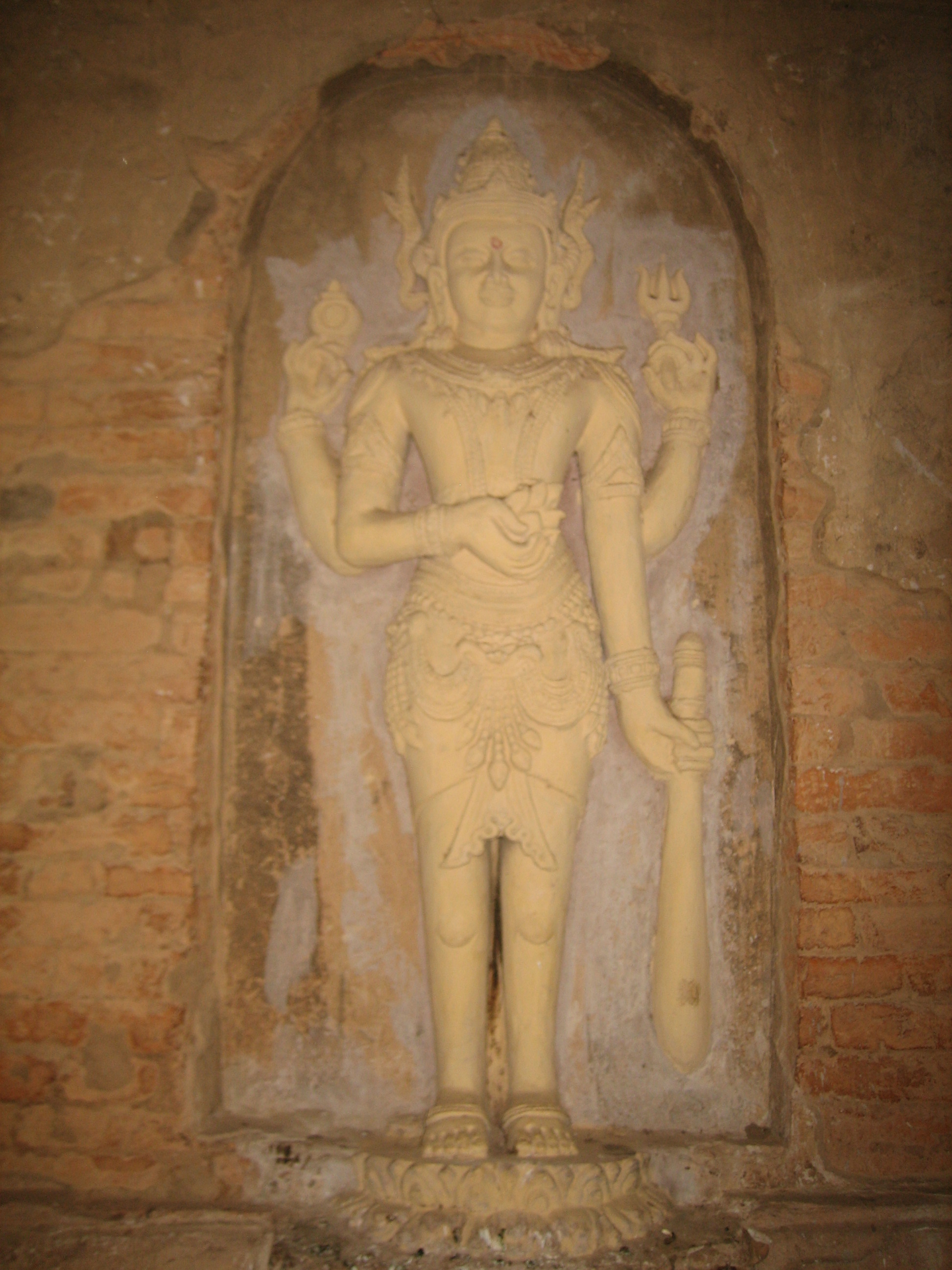
Estátua de Víxenu no Templo Nat-Hlaung Kyaung

A religião de Pagã era fluida, sincrética e, pelos padrões posteriores, não ortodoxa - em grande parte uma continuação das tendências religiosas da era Pyu, onde o budismo teravada coexistia com o budismo maaiana, o budismo tântrico, várias escolas hindus (xivaístas e vixenuístas), bem como tradições animistas nativas (nat). Embora o patrocínio real do budismo teravada desde meados do século XI tenha permitido que a escola budista ganhasse gradativamente a primazia e produzisse mais de 10.000 templos só em pagão em sua homenagem, outras tradições continuaram a prosperar durante todo o período de Pagã em graus não vistos posteriormente. Embora vários elementos maaiana, tântrico, hindu e animista tenham permanecido no budismo birmanês até os dias atuais, na era de Pagã, no entanto, "os elementos tântricos, xivaístas e vixenuístas gozavam de maior influência da elite do que mais tarde, refletindo tanto a imaturidade da Cultura literária birmanesa e sua receptividade indiscriminada às tradições não birmanesas". Nesse período, "herético" não significava não budista, apenas infiel às próprias escrituras, fossem brâmanes, budistas ou qualquer outra.

#### Budismo teravada
Um dos desenvolvimentos mais duradouros na história da Birmânia foi o surgimento gradual do budismo teravada como a fé primária do Império de Pagã. Um ponto de inflexão fundamental ocorreu por volta de 1056, quando a escola budista ganhou o patrocínio real de um império ascendente com a conversão de Anawrahta de seu budismo tântrico nativo. De acordo com a corrente acadêmica, Anawrahta passou a revitalizar o budismo teravada na Alta Birmânia com a ajuda do reino conquistado de Thaton em 1057 na Baixa Birmânia. Mais recentemente, no entanto, Aung-Thwin argumentou veementemente que a conquista de Thaton por Anawrahta é uma lenda pós Pagã sem evidências contemporâneas, que a Baixa Birmânia, de fato, carecia de uma política independente substancial antes da expansão de Pagã, e que a influência mom no interior é muito exagerada. Em vez disso, ele argumenta que é mais provável que os birmaneses tenham emprestado o budismo teravada de seu vizinho pyus, ou diretamente da Índia. A escola teravada prevalente nos primeiros e médios períodos pagãos, como no reino Pyu, foi provavelmente derivada da região de Andra no sudeste da Índia, associada ao famoso erudito budista teravada, Budagosa. Foi a escola teravada predominante na Birmânia até o final do século XII, quando Shin Uttarajiva liderou o realinhamento com a escola mahavihara do Ceilão.
Com certeza, a cena budista teravada da era de Pagã tinha pouca semelhança com as dos períodos Toungoo e Konbaung. Muitos dos mecanismos institucionais prevalecentes nos séculos posteriores simplesmente ainda não existiam. Por exemplo, no século XIX, uma rede de mosteiros teravada em cada vila usava manuscritos em idioma birmanês para fornecer a jovens de origens diversas uma alfabetização budista básica. Era uma troca recíproca: os monges dependiam dos aldeões para sua alimentação diária, enquanto os aldeões dependiam dos monges para escolaridade, sermões e uma oportunidade de ganhar mérito dando esmolas e introduzindo seus jovens na comunidade de monges, a sanga. Tais arranjos produziram taxas de alfabetização masculina de mais de 50% e níveis notáveis de conhecimento budista textual no nível da aldeia. Mas na era de Pagã, os principais elementos do século XIX ainda não existiam. Não existia nenhuma rede de mosteiros em nível de vila ou interdependência significativa entre os monges e os moradores. Os monges dependiam das doações reais, e os das principais seitas, que possuíam vastas propriedades fundiárias, não precisavam contar com esmolas diárias, inibindo a interação próxima com os aldeões. Os baixos níveis de interação, por sua vez, retardaram a alfabetização em birmanês e limitaram a compreensão do budismo pela maioria dos plebeus a meios não textuais: pinturas nos grandes templos, desfiles, versões folclóricas das histórias Jataka da vida de Buda, etc. A maioria dos plebeus manteve a adoração de espíritos nat e outras crenças.

#### Outras tradições

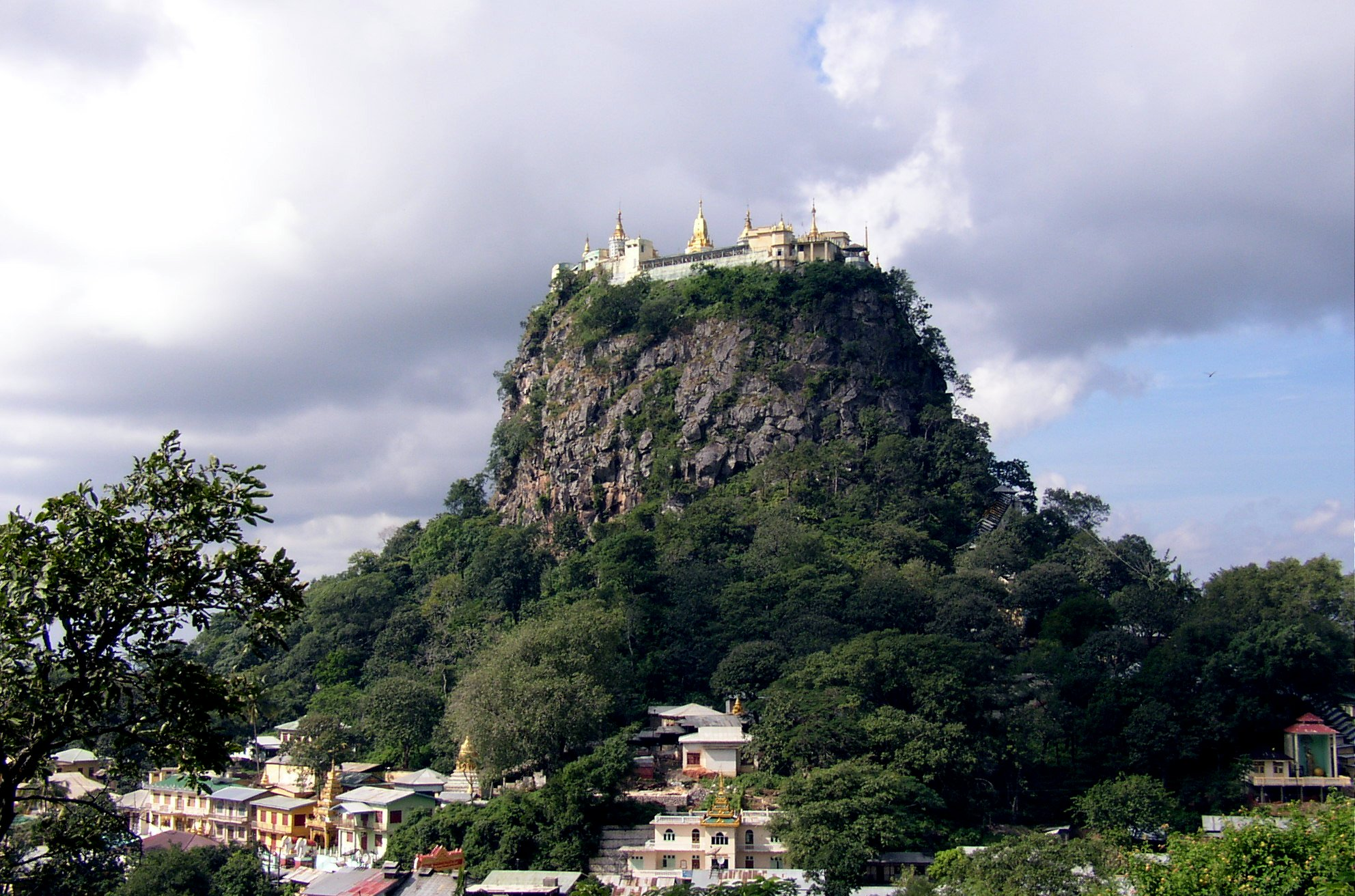
Monte Popa, lar do panteão dos nats

Outras tradições também continuaram a prosperar não apenas no nível da aldeia, mas também na corte nominalmente teravadina. Um grupo poderoso era o Morador da Floresta ou monges Ari, que gozavam de grande influência na corte de Pagã. Inscrições contemporâneas mostram que os aris comiam refeições noturnas e presidiam cerimônias públicas onde bebiam bebidas alcoólicas e onde gado e outros animais eram sacrificados - atividades consideradas escandalosas pelas normas budistas birmanesas dos séculos XVIII e XIX. Os aris também gozavam de uma forma de ius primae noctis, pelo menos antes de Anawrahta chegar ao poder. (Embora se diga que Anawrahta expulsou os aris de sua corte, eles certamente estavam de volta à corte no final do período de Pagã e continuaram a estar presentes nas cortes birmanesas posteriores até o período Ava.) O próprio budismo Ari foi uma mistura de budismo tântrico e tradições locais. Por exemplo, o abate cerimonial de animais e o consumo de álcool são muito anteriores à chegada dos birmaneses e continuaram em partes remotas do continente e no sudeste da Ásia marítimo até tempos recentes.
O Estado também acomodou as poderosas tradições animistas, conforme mostrado nas cerimônias oficiais de propiciação do espírito (nat) e no patrocínio da corte de um elaborado panteão nat que buscava assimilar divindades locais e pessoas de destreza a um culto mais unificado. Os birmaneses podem ter derivado o conceito de panteão oficial da tradição mon. Da mesma forma, a corte de Pagã primitiva adorava cobras (nagas) veneradas nos tempos pré-budistas. A julgar pelos padrões do século XIV, os sacrifícios aos espíritos nat mediados por xamãs ainda eram um ritual central da aldeia. Como em outras partes do Sudeste Asiático, homossexuais ou travestis (que já habitavam dois reinos "incompatíveis"), bem como mulheres com poderes apropriados, forneceram uma ponte xamânica do mundo humano para o dos espíritos.

### Arquitetura

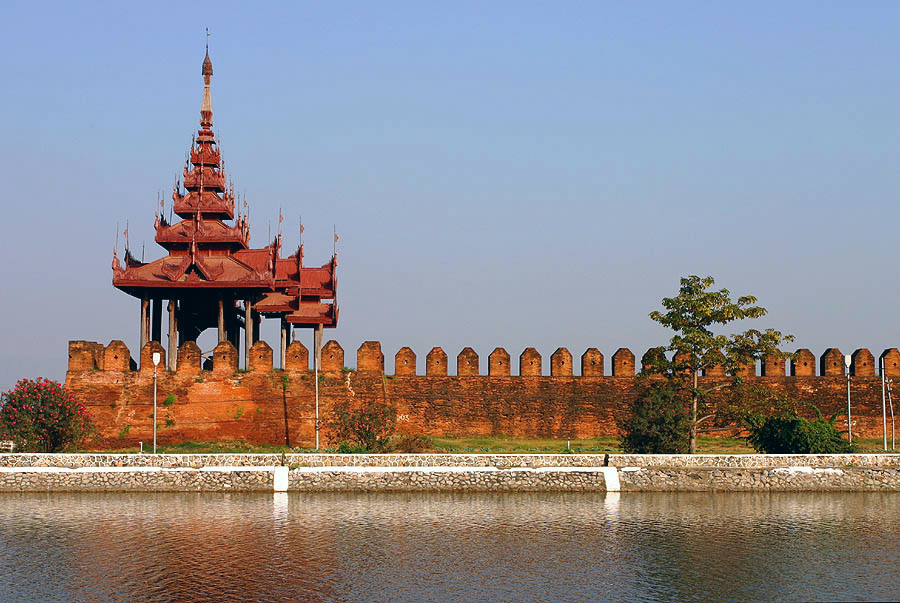
O modelo do Palácio de Mandalay do século XIX seguiu seus predecessores da era Pagã

Pagã é bem conhecida hoje por sua arquitetura e mais de 2 mil templos restantes que pontilham as planícies da Pagã de hoje. Outros aspectos não religiosos da arquitetura de Pagã foram igualmente importantes para os Estados birmaneses posteriores.

#### Irrigação e planejamento urbano
Acredita-se que os imigrantes birmaneses tenham introduzido novas técnicas de gestão da água ou melhorado bastante o sistema pyu existente de açudes, represas, eclusas e barricadas de desvio. As técnicas de construção de represas, canais e açudes encontrados na Alta Birmânia pré-colonial remontam suas origens à era Pyu e à era de Pagã. Os vários projetos de gestão de água de Pagã na zona seca forneceram à Alta Birmânia uma base econômica duradoura para dominar o resto do país.
Nas áreas de planejamento urbano e construção de templos, a arquitetura de Pagã se baseou fortemente nas práticas arquitetônicas pyu existentes, que por sua vez eram baseadas em vários estilos indianos. O planejamento urbano da era Pagã seguia amplamente os padrões de pyu, sendo o mais notável o uso de doze portões para cada um dos signos do zodíaco.

#### Estupas
Pagã se destaca não apenas pelo grande número de edifícios religiosos, mas também pela magnífica arquitetura dos edifícios e sua contribuição para o modelo dos templos birmaneses. O templo de Pagã se enquadra em uma de duas categorias amplas: o templo sólido em estilo estupa e o templo oco em estilo gu (ဂူ).
A estupa, também chamada de pagode, é uma estrutura maciça, normalmente com uma câmara de relíquia dentro. As estupas ou pagodes de Pagã evoluíram a partir de modelos pyu anteriores, que por sua vez eram baseados nos modelos de estupas da região de Andra, particularmente Amaravati e Nagarjunakonda no sudeste da Índia atual, e em menor extensão do Ceilão. As estupas da era Pagã, por sua vez, foram os protótipos para as estupas birmaneses posteriores em termos de simbolismo, forma e design, técnicas de construção e até materiais.
Originalmente, uma estupa indiana/ceilonesa tinha um corpo hemisférico (páli: anda, "o ovo") no qual uma caixa retangular cercada por um balústre de pedra (harmika) era colocada. Estendendo-se do topo da estupa havia uma haste que sustentava vários guarda-chuvas cerimoniais. A estupa é uma representação da cosmologia budista: sua forma simboliza o Monte Meru, enquanto o guarda-chuva montado na alvenaria representa o eixo do mundo.
O projeto índico original foi gradualmente modificado primeiro pelos pyus e depois pelos birmaneses em Pagã, onde a estupa desenvolveu gradualmente uma forma cilíndrica mais longa. As primeiras estupas de Pagã, como a Bupaya (ca. século IX), foram as descendentes diretas do estilo Pyu no reino de Seri Quesetra. No século XI, a estupa havia se desenvolvido em uma forma mais em forma de sino, na qual os guarda-chuvas se transformavam em uma série de anéis cada vez menores colocados um no topo do outro, elevando-se até um ponto. No topo dos anéis, o novo design substituiu a harmika por um botão de lótus. O desenho do botão de lótus então evoluiu para o "flor da bananeira", que forma o ápice estendido da maioria dos pagodes birmaneses. Três ou quatro terraços retangulares serviam de base para um pagode, geralmente com uma galeria de ladrilhos de terracota representando histórias da jataka budista. O Pagode Shwezigon e o Pagode Shwesandaw são os primeiros exemplos desse tipo. Exemplos da tendência para um design mais em forma de sino gradualmente ganharam primazia, como visto no Pagode Dhammayazika (final do século XII) e no Pagode Mingalazedi (final do século XIII).

#### Templos ocos
Em contraste com as estupas, o templo oco em estilo gu é uma estrutura usada para meditação, adoração devocional a Buda e outros rituais budistas. Os templos gu vêm em dois estilos básicos: design de "uma face" e design de "quatro faces" - essencialmente uma entrada principal e quatro entradas principais. Outros estilos, como cinco faces e híbridos, também existem. O estilo de uma face cresceu a partir de Beikthano do século II, e o estilo de quatro faces do Reino de Seri Quesetra do século VII. Os templos, cujas características principais eram os arcos pontiagudos e a câmara abobadada, tornaram-se maiores e mais grandiosos no período de Pagã.

#### Inovações
Embora os desenhos dos templos birmaneses tenham evoluído dos estilos índico, pyu (e possivelmente mom), as técnicas de abóbada parecem ter se desenvolvido no próprio Pagã. Os primeiros templos abobadados em Pagã datam do século XI, enquanto a abóbada não se espalhou pela Índia até o final do século XII. A alvenaria dos edifícios mostra "um grau surpreendente de perfeição", onde muitas das imensas estruturas sobreviveram ao sismo de 1975 mais ou menos intactas. (Infelizmente, as técnicas de abóbada da era Pagã foram perdidas nos períodos posteriores. Apenas templos de estilo gu muito menores foram construídos após Pagã. No século XVIII, por exemplo, o rei Bodawpaya tentou construir o Pagode Mingun, na forma de um templo abobadado com câmaras, mas fracassou porque os artesãos e pedreiros da era posterior perderam o conhecimento da abóbada e do arco de pedra angular para reproduzir o espaço interior espaçoso dos templos ocos pagãos.)
Outra inovação arquitetônica originada em Pagã é o templo budista com uma planta pentagonal. Este design surgiu de designs híbridos (entre designs de uma e quatro faces). A ideia era incluir a veneração do Buda Maitreia, o futuro e quinto Buda desta era, além dos quatro que já haviam aparecido. O Dhammayazika e o Pagode Ngamyethna são exemplos do desenho pentagonal.

## Legado
O Reino de Pagã, o "regime governamental" da Birmânia, teve um impacto duradouro na história birmanesa e na história do Sudeste Asiático continental. O sucesso e longevidade do domínio de Pagã sobre o vale do rio Irauádi permitiu a ascensão da língua e da cultura birmanesa e a disseminação da etnia birmanesa na Alta Birmânia e lançou as bases para sua disseminação contínua em outros lugares nos séculos posteriores. O governo de 250 anos deixou um sistema comprovado de normas administrativas e culturais que seriam adotadas e estendidas pelos reinos sucessores - não apenas pelo Reino de Ava de língua birmanesa, mas também pelo Reino de Hanthawaddy de língua mom e pelos Estados Shan de língua shan.
A integração cultural contínua em uma Birmânia pós-Pagã politicamente fragmentada preparou o cenário para o ressurgimento de um Estado birmanês unificado no século XVI. Uma comparação adequada pode ser feita com o Império Quemer, o outro Império do Sudeste Asiático que as invasões mongóis derrubaram. Vários povos Tai-Shan, que caíram com os mongóis, passaram a dominar as paisagens políticas dos dois antigos impérios. Enquanto a Birmânia veria um ressurgimento, o Estado pós-mongol Quemer foi reduzido a uma mera sombra de seu antigo eu, para nunca mais recuperar sua preeminência. Somente no antigo Império Quemer, a etnia Tailândia/Laos e as línguas tailandesas/laosianas se espalharam permanentemente às custas dos povos que falam mom-quemer, não muito diferente da tomada do Reino Pyu pelos birmaneses quatro séculos antes. Na Birmânia, o resultado foi o oposto: a liderança shan, assim como os imigrantes shan das terras baixas dos reinos de Myinsaing, Pinya, Sagaing e Ava, passaram a adotar as normas culturais birmanesas, a língua birmanesa e a etnia birmanesa. A convergência de normas culturais em torno de normas de Pagã existentes, pelo menos no centro do vale do rio Irauádi, por sua vez facilitou os últimos impulsos de reunificação política das dinastias Taungû e Konbaung.
O Império de Pagã também mudou a história do sudeste da Ásia continental. Geopoliticamente, Pagã controlou a invasão do Império Quemer na costa Tenasserim e no vale superior de Menam. Culturalmente, o surgimento de Pagã como uma fortaleza teravada em face da expansão do Império Quemer Hindu dos séculos XI a XIII forneceu à escola budista, que estava em retiro em outras partes do Sul da Ásia e Sudeste da Ásia, um alívio muito necessário e um abrigo seguro. Pagã não apenas ajudou a reiniciar o Budismo teravada no Ceilão, mas os mais de dois séculos de patrocínio por um poderoso império fizeram com que o crescimento posterior do Budismo teravada em Lanna (norte da Tailândia), Sião (Tailândia central), Lan Xang (Laos) e Império Quemer (Camboja) nos séculos XIII e XIV possível.